# Uruk
Vous lisez un « bon article » labellisé en 2013.
Sauf précision contraire, les dates de cet article sont sous-entendues « avant l'ère commune », c'est-à-dire « avant Jésus-Christ ».
Uruk, ou Ourouk (prononcé : /uʁuk/) est une ville de l'ancienne Mésopotamie, dans le sud de l'Irak. Le site est aujourd'hui appelé Warkāʾ, terme dérivé de son nom antique, qui vient de l'akkadien, lui-même issu du nom sumérien ou pré-sumérien Unug, et qui a aussi donné l'hébreu Erekh dans la Bible. Le site d'Uruk fut occupé à partir de la période d'Obeïd (v. 5000 av. J.-C.), et ce jusqu'au IIIe siècle de notre ère. Cette ville joua un rôle très important sur les plans religieux et politique pendant quatre millénaires.
Uruk est l'une des agglomérations majeures de la civilisation mésopotamienne. Elle passe pour être la plus ancienne agglomération à avoir atteint le stade urbain dans la seconde moitié du IVe millénaire av. J.-C., pendant la période à laquelle elle a donné son nom (période d'Uruk), et c'est vraisemblablement là que l'écriture a été mise au point au même moment. Elle est ensuite un important centre politique et surtout religieux, grâce au rayonnement de ses deux divinités tutélaires, le dieu du Ciel, Anu, et surtout la déesse Inanna/Ishtar, dont le grand temple, l'Eanna, est le pôle majeur de la cité. Dans la tradition mésopotamienne, Uruk doit également une partie de son prestige aux rois semi-légendaires qui sont supposés y avoir régné, dont le plus connu est Gilgamesh. Sans jouer un rôle politique notable durant les deux derniers millénaires avant notre ère, Uruk resta un centre religieux et culturel majeur. Le regain d'activité que la ville connaît durant la seconde moitié du Ier millénaire av. J.-C., en particulier à l'époque hellénistique, en fait un des derniers lieux où se conserve l'antique tradition mésopotamienne, avec sa littérature et ses textes religieux et astronomiques, rédigés en écriture cunéiforme.
Uruk est donc un site capital pour la reconstruction de la longue histoire de la Mésopotamie. De nombreuses campagnes de fouilles y furent menées, dégageant notamment les diverses périodes du complexe monumental de l'Eanna et ses nombreux changements, et d'autres édifices de différentes périodes. Les milliers de tablettes inscrites exhumées sur ce site sont également d'une grande importance, attestant l'histoire économique, sociale, religieuse et intellectuelle du site sur plusieurs millénaires.

## Fouilles

Plan général du site d'Uruk/Warka.

Le site d'Uruk a été localisé au milieu du XIXe siècle, grâce à ses ruines restées imposantes malgré le sable les recouvrant, par le géologue anglais William Kennett Loftus, qui entreprend les premières fouilles en 1849 et en 1853. Walter Andrae y effectue quelques prospections en 1902. À partir de 1912, les fouilles du site sont réalisées sous la responsabilité de la Deutsche Orient-Gesellschaft (DOG, « Société orientale allemande »), société scientifique allemande fondée en 1898 à Berlin, à la suite de l'intérêt manifesté à la fin du XIXe siècle pour les nouvelles découvertes concernant les « pays de la Bible ». La première campagne, jusqu'en 1913, dirigée par Julius Jordan et Conrad Preusser, se concentre surtout sur le secteur de l'Eanna, tout en explorant les restes des murailles qui ceignaient la cité.
Jordan revint à Warka en 1928, toujours pour le compte de la DOG, associée à la Notgemeinschaft der Deutschen Wissenschaft (NG, « Association d'urgence de la science allemande »). Il y reste une dizaine d'années, avant de laisser sa place à Arnold Nöldeke, puis Ernst Heinrich jusqu'en 1941. Les vestiges des époques récentes sont délaissés, pour explorer les niveaux anciens de l'Eanna. Les archéologues effectuent un sondage du sol en 1931, pour bien se rendre compte des différentes époques de la cité, et reconstituent le plan général de celle-ci. Ils dégagent les deux secteurs des temples principaux, l'Eanna et le Bīt Resh, et y trouvent de nombreuses tablettes d'argile datant de différentes époques depuis les débuts de l'écriture jusqu'à la fin de la civilisation mésopotamienne, les premières étant publiées par l'épigraphiste Adam Falkenstein. Interrompues en 1941, les fouilles d'Uruk sont poursuivies par différentes équipes sous l'égide de l'Institut allemand d'archéologie, dirigées successivement par Heinrich Jacob Lenzen, Jürgen Schmidt et depuis 1980 Rainer Michael Boehmer. De 1982 à 1984, un sondage est réalisé sur toute la surface du site. Les recherches sur place cessent en 1989 et reprirent épisodiquement jusqu'en 2001, quand M. van Ess prend la direction de l'équipe de fouilles. Quarante-et-une campagnes avaient alors été menées sur le site d'Uruk,. Les fouilles ont repris en 2015, et sont notamment marquées par la découverte en 2022 d'un bateau daté d'environ 2000 av. J.-C., dans un état de conservation remarquable.
Les résultats des fouilles d'Uruk, dont les tablettes exhumées sur le site sont encore publiés dans deux séries successives :
- Ausgrabungen der Deutschen Forschungsgemeinschaft in Uruk (ADFU), 17 vol., 1912-1985 ;
- Ausgrabungen in Uruk-Warka, Endberichte (AUWE), 24 vol., 1987- (série toujours en cours de publication)[5].

## La période d'Uruk: la «première ville» (v. 3600-3000/2900 av. J.-C.)

Les principaux sites archéologiques de la période d'Uruk et le rayonnement du Sud mésopotamien sur les régions voisines.

Le choix d'Uruk comme site éponyme de cette période est peu contestable comparé à d'autres périodes, du fait de l'importance que la cité a manifestement à cette période, et surtout pour l'historiographie de celle-ci, en raison de l'importance des découvertes architecturales et épigraphiques qui ont révélé son caractère « révolutionnaire ». La ville couvrait dans les 70 hectares au début du IVe millénaire, elle atteint les 100 hectares au début de l'Uruk final, puis 230 hectares à l'extrême fin de la période vers 3000. C'est pour cette période, et de loin, la plus grande agglomération connue de Basse Mésopotamie, et il n'y a aucun site de taille notable dans ses environs, révélant un cas de « macrocéphalie urbaine ». On a identifié sur ce site les caractéristiques majeures de la période d'Uruk. D'abord le début de l'urbanisation, qui se marque par la taille croissante de l'agglomération, les traits d'une société de plus en plus hiérarchisée, la présence d'une architecture monumentale montrant l'existence d'un pouvoir fort, qui atteint le stade de l'État. Cependant aucun quartier d'habitation n'a été mis au jour : on ne sait rien du cadre quotidien des habitants de celle qui passe parfois pour être la « première ville ». L'art de cette période apparaît dans les objets exhumés à Uruk, notamment les sceaux-cylindres, qui sont une innovation de cette période, et représentent alors beaucoup de thèmes religieux, ainsi que la vie quotidienne. C'est enfin sur ce site (avec celui de Suse) que sont représentés le plus clairement les progrès dans la comptabilité accomplis à cette période, et surtout les débuts de l'écriture, une autre des inventions majeures de la période d'Uruk. Le rayonnement de la cité au-delà des limites de la Basse Mésopotamie indique que la culture « urukéenne » exerce un rayonnement fort dans plusieurs régions du Moyen-Orient dans les derniers siècles du IVe millénaire, mais il est impossible de le faire correspondre à un éventuel « proto-empire » centré sur cette ville.

### Chronologie
Les divers sondages effectués à Warka et l'analyse des céramiques qui en ont été extraites révèlent que le site est occupé à partir de la fin de la période d'Obeïd, vers la fin du Ve millénaire, qui correspond aux niveaux archéologiques d'Uruk XVIII à XIII (de 4200 à 3900 approximativement). Deux édifices (des temples ?) de cette époque ont été repérés dans le secteur d'Anu, recouverts par la suite par le Steingebaüde (bâtiment de pierre). La période suivante, à laquelle la ville a donné son nom, la Période d'Uruk, couvre les niveaux XII à IV, plus le III pour la période dite de Djemdet Nasr qui est proche de celle d'Uruk. La chronologie de ces niveaux, qui couvrent en gros le IVe millénaire, est très approximative et débattue. Il est très complexe de dater les niveaux archéologiques (chronologie absolue), et de les faire correspondre à ceux des autres sites de la Mésopotamie et des régions voisines (chronologie relative). D. Surenhagen a distingué plusieurs phases. Ainsi se dégageraient plusieurs périodes marquées par des changements, dont l'interprétation sociale, politique et encore plus ethnique est très complexe si ce n'est impossible à faire en l'état actuel de la documentation. Ce sont les traces architecturales qui permettent finalement de mieux connaître Uruk durant la période à laquelle elle a donné son nom :
- les premières périodes, celles de l'Obeid final, correspondant à une phase formatrice de la période d'Uruk, voient l'introduction de nouveaux types de céramiques (grise et rouge), ce qui reflète peut-être l'arrivée de nouvelles populations, mais d'autres explications sont possibles ;
- la phase suivante, l'Uruk ancien (niveaux XII à IX, à situer dans la première moitié du IVe millénaire) est celle durant laquelle se constituent les types de céramiques caractéristiques de la période d'Uruk : d'abord les premières poteries réalisées au tour, non peintes, de couleur grise ou à engobe rouge, puis les écuelles à bords biseautés (beveled-rim bowls) réalisées en série à la main ;
- le début de la phase d'Uruk moyen (niveaux VIII à VI) est marqué par une multiplication des formes de céramiques, des décors, qui traduisent manifestement de nouvelles mutations ;
- le matériel céramique connaît à nouveau une série de changements au début de la période d'Uruk récent (niveaux V à IV, v. 3500/3400-3200/3100), marquée par l'érection des bâtiments les plus monumentaux qui refléteraient l'apogée de la richesse de la cité au IVe millénaire ;
- le dernier niveau correspond à la période de Djemdet Nasr (niveau III, v. 3200/3100-3000/2900), une dernière phase de changements monumentaux tout aussi complexes à interpréter que les précédents ; en Mésopotamie, cette époque correspond à un retrait de l'influence de la civilisation d'Uruk et à l'émergence de cultures régionales[10].

### Les monuments de la période d'Uruk final
Dès le niveau V (3500 av. J.-C.) et certainement bien avant, l'agglomération d'Uruk n'est plus un village mais est devenue une ville. Il est impossible de décrire l'organisation de la ville dans son ensemble car les fouilles pratiquées dans le secteur de l'« Eanna » (d'après le nom du temple d'Inanna/Ishtar qui s'y trouve aux périodes postérieures) et dans celui du « Temple Blanc » ne donnent aucune indication sur la structure, ni sur les composantes de l'agglomération. L'interprétation des bâtiments mis au jour est débattue, même s'il est manifeste qu'ils reflètent la présence d'un pouvoir de plus en plus fort qui souhaite y imprimer la marque de sa puissance. Il est capable de mobiliser bien plus de travailleurs que ceux mobilisés pour les constructions des périodes précédentes, ce qui illustre le niveau de richesse qu'il a atteint. Ces constructions sont également l'occasion de diverses innovations architecturales et artistiques, les différents chantiers d'Uruk ayant été une opportunité pour les artistes de l'époque de mettre en œuvre leur imagination créatrice.

Les constructions des niveaux VI-V de l'Eanna.

Les constructions du niveau IV de l'Eanna.

Le plus important groupe de constructions est celui de l'Eanna. Les restes d'au moins sept « temples » superposés ou juxtaposés, datant de la deuxième moitié de la période, ont été retrouvés au pied de la ziggurat bâtie à la fin du IIe millénaire. Ils sont remarquables par leur taille. L'un des plus anciens édifices monumentaux est le « Temple calcaire » (Kalksteintempel), daté du niveau V, qui doit son nom au fait qu'il est construit sur un soubassement en blocs de calcaire extraits dans des carrières voisines d'Uruk. Son plan suit la forme tripartite développée à la période d'Obeïd, mais dans des proportions plus grandioses : 30 m sur plus de 80 m, avec une salle centrale large de 12 m. Une nouvelle étape a été franchie dans la monumentalité. Daté en gros de la même période (peut-être plus ancien) et situé plus à l'ouest, le « Temple aux mosaïques » (Steinstifttempel, « Temple aux cônes de pierre ») est un édifice de plan tripartite protégé par une petite enceinte intérieure qui tire son nom de sa décoration en cônes de pierre de couleurs blanche, grisâtre ou rouge, formant une mosaïque,,.
La phase suivante, le niveau IV, voit la construction de plusieurs édifices monumentaux témoignant des capacités croissantes des institutions urukéennes. La chronologie de ces constructions reste encore émaillée d'incertitudes. On distingue couramment deux phases (B puis A), ou trois (C, B et A). Parmi les constructions qui semblent les plus anciennes (niveaux IV C et B) se trouvent plusieurs bâtiments rectangulaires (bâtiments F, G, H, K et B) à salle centrale (Mittelsaal selon la terminologie des fouilleurs allemands), le vaste « Bâtiment E » ou « Bâtiment carré », centré sur une grande cour carrée bordée sur chacun de ses côtés par quatre unités organisées autour d'une grande pièce rectangulaire à deux piliers ; ce dernier édifice et certains autres pourraient en fait remonter au niveau V, suivant des estimations récentes. Plus à l'ouest, à l'ancien emplacement du Temple aux mosaïques, est édifié vers cette période (si ce n'est à la suivante) le petit « Bâtiment en briquettes » (Riemchengebäude). Une autre construction située à l'est à l'emplacement de l'ancien Temple calcaire doit son nom de « Temple rouge » au badigeon qui recouvrait ses murs ; elle date de cette période ou du début de la suivante,. Le « niveau IVA » voit la construction d'autres grands bâtiments, alors que d'autres de la période précédente continuent à être en service. Le « Temple C » et le « Temple D » présentent un plan tripartite. Le second est le plus vaste bâtiment de l'Eanna, avec des dimensions de 80 mètres sur 50. Le premier est plus petit (54 × 22 m). D'autres édifices, qualifiés de « halls », dateraient de la même période : le « Grand hall » (Hallenbau) et son voisin le « Hall aux piliers » (Pfeilerhalle, qui est bordé par des piliers) au nord-ouest, et le « Hall aux piliers ronds » (Rundpfeilerhalle) dans la partie est. Un dernier édifice important existant à cette époque et peut-être construit à la précédente est la « Grande Cour » (Grosser Hof) située à l'ouest, qui pourrait avoir été un jardin,,.
Au niveau III, correspondant à la période de Djemdet-Nasr datée des derniers siècles du IVe millénaire et qui marque la transition entre la Période d'Uruk et celle des Dynasties archaïques, une grande rupture architecturale se produit. Les constructions sont arasées, et on y édifie une vaste terrasse de 2 mètres de hauteur, sur laquelle devait se trouver un édifice dont il ne reste plus rien, peut-être l'ancêtre de la ziggurat d'Inanna qui occupe cet emplacement un millénaire plus tard. Ce niveau archéologique a également livré des œuvres d'art remarquables, dont certaines dans un dépôt qui avait probablement une fonction culturelle, nommé Sammelfund par les fouilleurs du site,.
Les bâtiments des niveaux VI-IV de l'Eanna auraient été des temples selon les archéologues allemands qui les ont mis au jour. Cette identification a été mise en cause, car on ne sait rien de la nature exacte du pouvoir qui dominait Uruk à cette époque. Aucun des édifices dégagés dans l'Eanna ne présente la moindre installation cultuelle, et ils ont surtout été identifiés comme temples parce que les théories dominantes à l'époque de leur découverte voulaient que le pouvoir ait été exercé par une sorte de pouvoir théocratique (la « cité-temple » d'Anton Deimel). L'Eanna peut tout aussi bien être considéré comme le centre du pouvoir politique. L'étude architecturale des édifices ne permet pas de mettre en évidence des édifices ayant les traits caractéristiques des temples des périodes postérieures, même si la présence de dépôts votifs semble pouvoir indiquer la présence d'espaces cultuels. Il est probable que toutes les constructions n'aient pas une même fonction, et qu'on puisse y identifier autant des palais et des bâtiments administratifs que des temples. Quoi qu'il en soit, il est incontestable que le pouvoir qui dirige Uruk durant les derniers siècles du IVe millénaire est d'une importance bien supérieure à celui qui existait dans les périodes précédentes. Il a les moyens de mobiliser des ressources variées pour créer un vaste complexe monumental planifié, en stimulant le savoir-faire et la capacité d'innovation des artisans, qui peuvent y faire preuve de grande créativité dans le plan des édifices ou dans les techniques employées. Cet aménagement est sans précédent connu en Mésopotamie, et témoigne bien de la puissance d'Uruk à cette période. Les tablettes de la période indiquent que l'économie et la société sont déjà dirigées par des institutions disposant d'une administration complexe.

Le secteur du Temple Blanc durant la période d'Uruk finale.

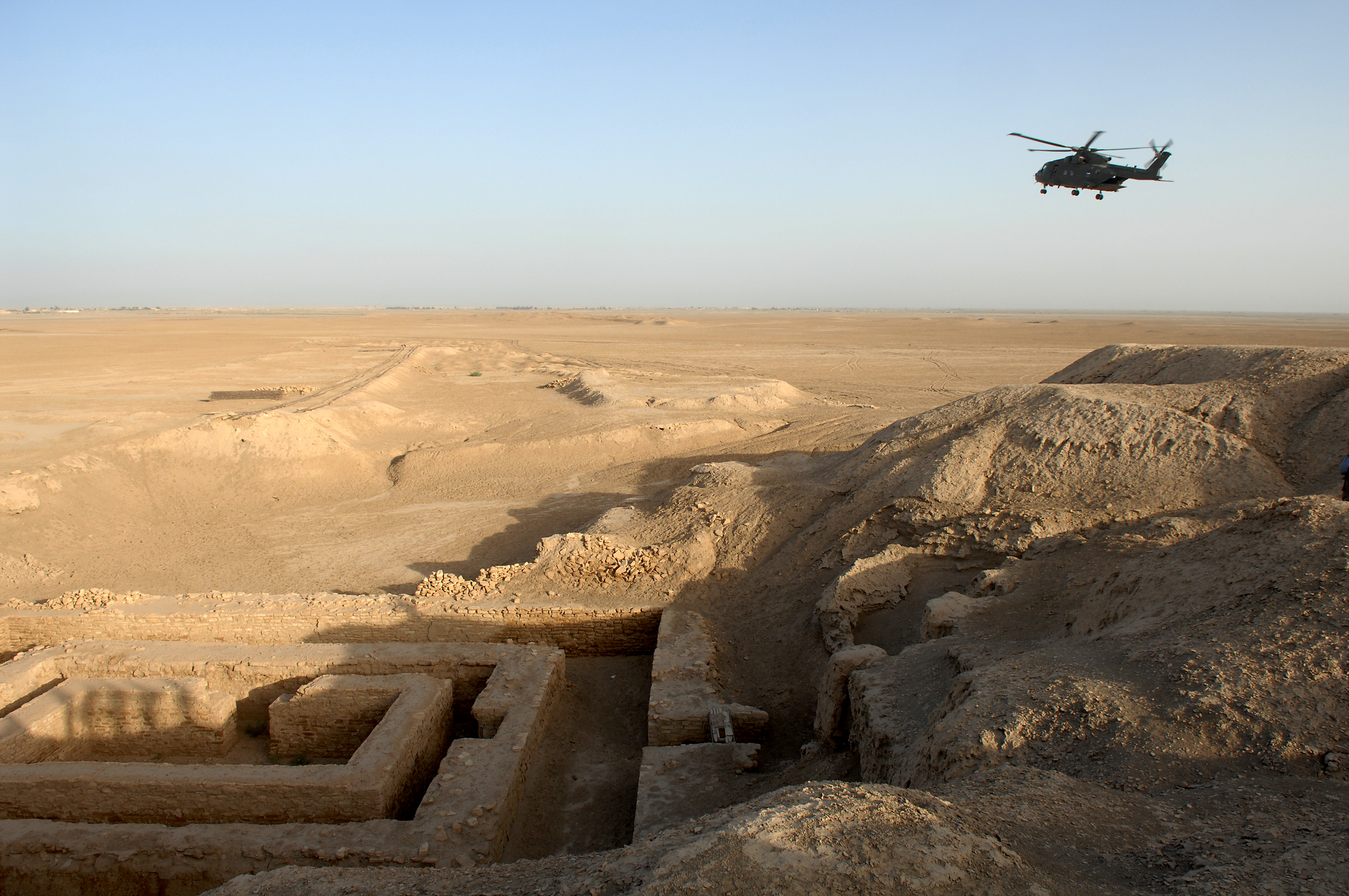
Les ruines du Bâtiment de pierre, aux pieds de la terrasse du Temple Blanc (en 2008).

À 500 mètres à l'ouest de l'Eanna se dressait le deuxième groupe monumental de la période d'Uruk, dans le futur secteur du Bit Resh, le temple du dieu Anu à l'époque hellénistique, ce qui fait que ce complexe a pu être interprété comme un sanctuaire de cette divinité (ses découvreurs l'ont qualifié de « Ziggurat d'Anu »), sans autre indice. Sur une plate-forme de 13 mètres de hauteur et d'une quarantaine de mètres de côté avait été bâti un temple de 22,30 × 17,50 m surélevé par un socle de 30 à 40 cm, le « Temple blanc ». Il doit son nom au plâtre qui recouvre ses murs encore conservés sur trois mètres de hauteur. Organisé autour d'une salle centrale rectangulaire ouvrant sur plusieurs pièces situées sur ses deux côtés les plus longs, il comprend toujours un autel, ce qui est exceptionnel. Ces caractéristiques font que cet édifice peut probablement être considéré comme un temple. Les fouilles ont révélé que cet édifice recouvre toute une série d'édifices antérieurs, avec en dessous, une autre terrasse et deux très grands sanctuaires de la période d'Obeïd. Le « Bâtiment de pierre » (Steingebäude), datant apparemment du début de la période d'Uruk, situé au sud-ouest de la ziggurat, est celui dont les ruines sont encore les plus apparentes ; ses fouilleurs voulaient y voir un cénotaphe, mais sa fonction reste énigmatique (un temple ?).

### Un art novateur, reflet des évolutions socio-politiques
Les changements politiques et sociaux de la période d'Uruk récent ont été accompagnés par des changements dans les arts visuels, reflétant des évolutions de l'idéologie, notamment dans les domaines politique et religieux. La construction de plusieurs bâtiments de l'Eanna est l'occasion de la mise au point de décors de mosaïques réalisés avec des cônes d'argile peints. La glyptique connaît un fort développement, avec la mise au point des sceaux-cylindres, permettant de dérouler des images plus complexes que les sceaux-cachets des périodes précédentes, notamment des frises se déroulant sans fin. L'art prend une tournure réaliste, avec la représentation des humains dans leurs activités quotidiennes, ou de rondes d'animaux. Les animaux sont également représentés par plusieurs statuettes. Les figures dominantes des différentes formes de gravure et de sculpture provenant d'Uruk sont de forme humaine. La période d'Uruk porterait les premières traces d'un anthropomorphisme des divinités mésopotamiennes. Le personnage majeur de l'art de cette époque est cependant le « roi-prêtre », un personnage barbu portant un bandeau, manifestement une figure royale, s'illustrant dans des scènes de combat ou de dévotion à la grande déesse. Des œuvres majeures montrant ces personnages ont été mises au jour dans le Sammelfund (dépôt) du niveau III, comme le grand vase en albâtre mesurant 1,20 mètre de hauteur, sculpté sur trois registres, représentant notamment une scène d'offrande dirigée par le roi-prêtre faisant face à la grande déesse Inanna, représentée sous forme humaine et associée à son symbole, un double mât à l'extrémité recourbée. Une autre découverte de ce niveau, la tête de la « Dame de Warka », une sculpture grandeur nature d'un visage féminin très mutilé dont il ne reste que le masque de marbre, pourrait représenter cette déesse. Le « roi-prêtre » est quant à lui le personnage principal de la stèle de la chasse, qui le montre en train de chasser des lions, attitude caractéristique des rois mésopotamiens qu'on retrouvera chez les Assyriens plus de deux mille ans plus tard. Plusieurs statues en ronde-bosse représentent également cette scène.

Art de la période d'Uruk
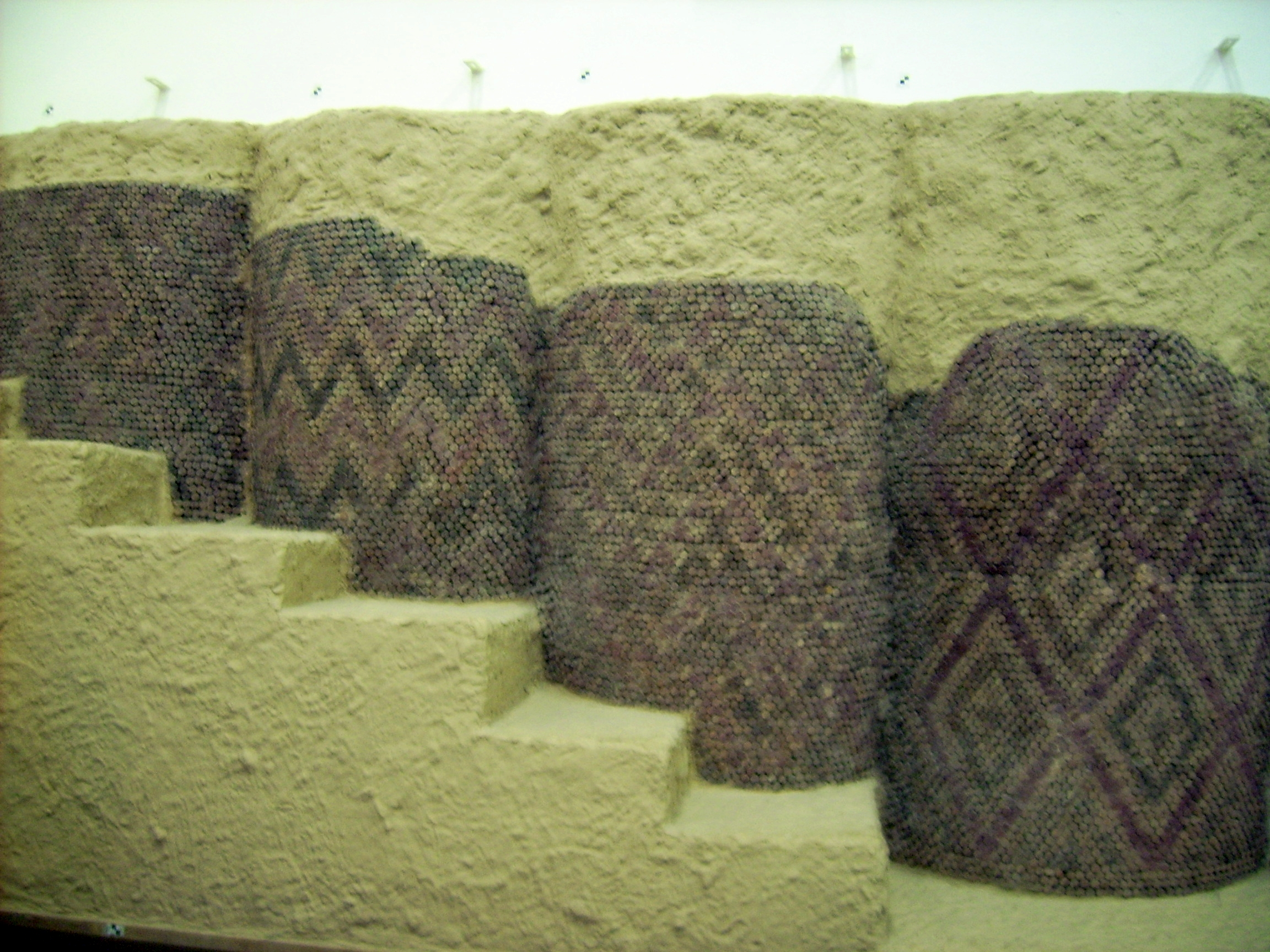
Colonnes décorées de mosaïques retrouvées dans un bâtiment de l'Eanna archaïque. Pergamon Museum.
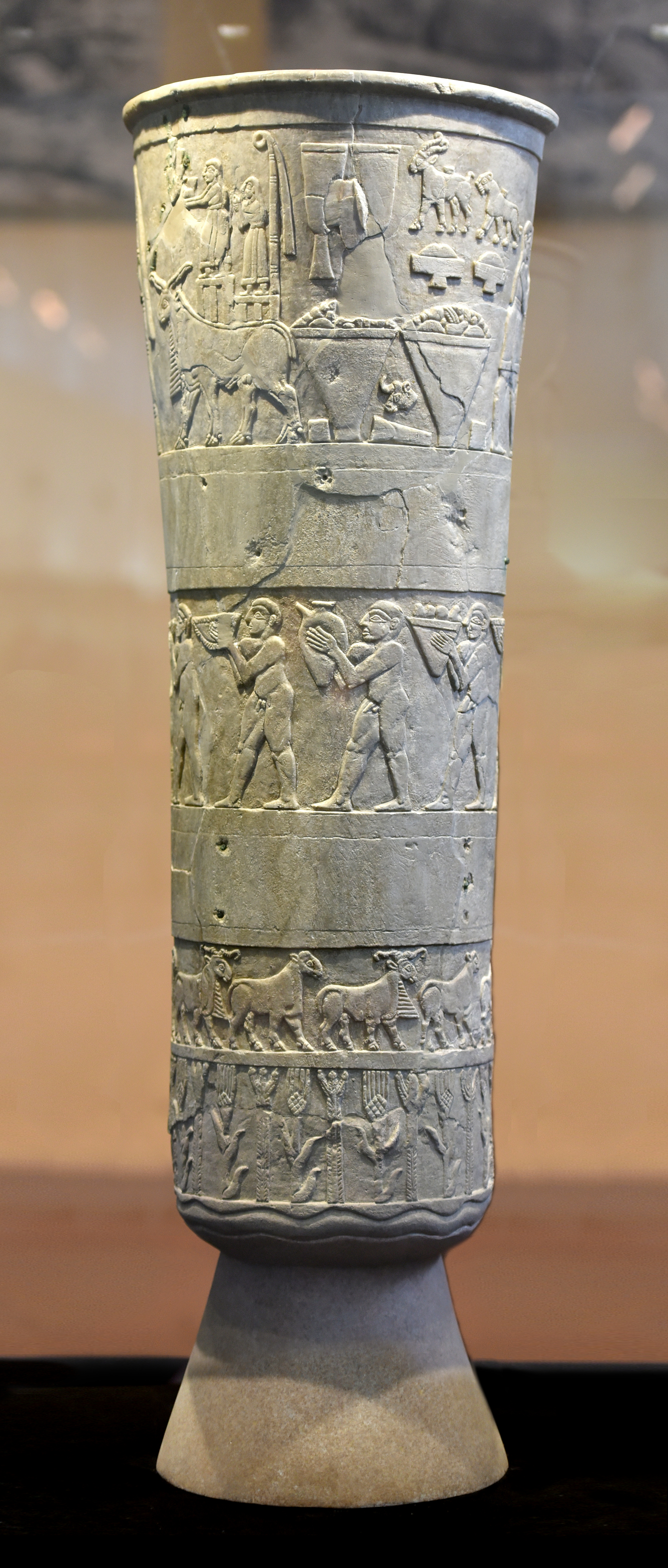
Vase d'Uruk, IVe siècle av. J.-C., Musée national d'Irak.
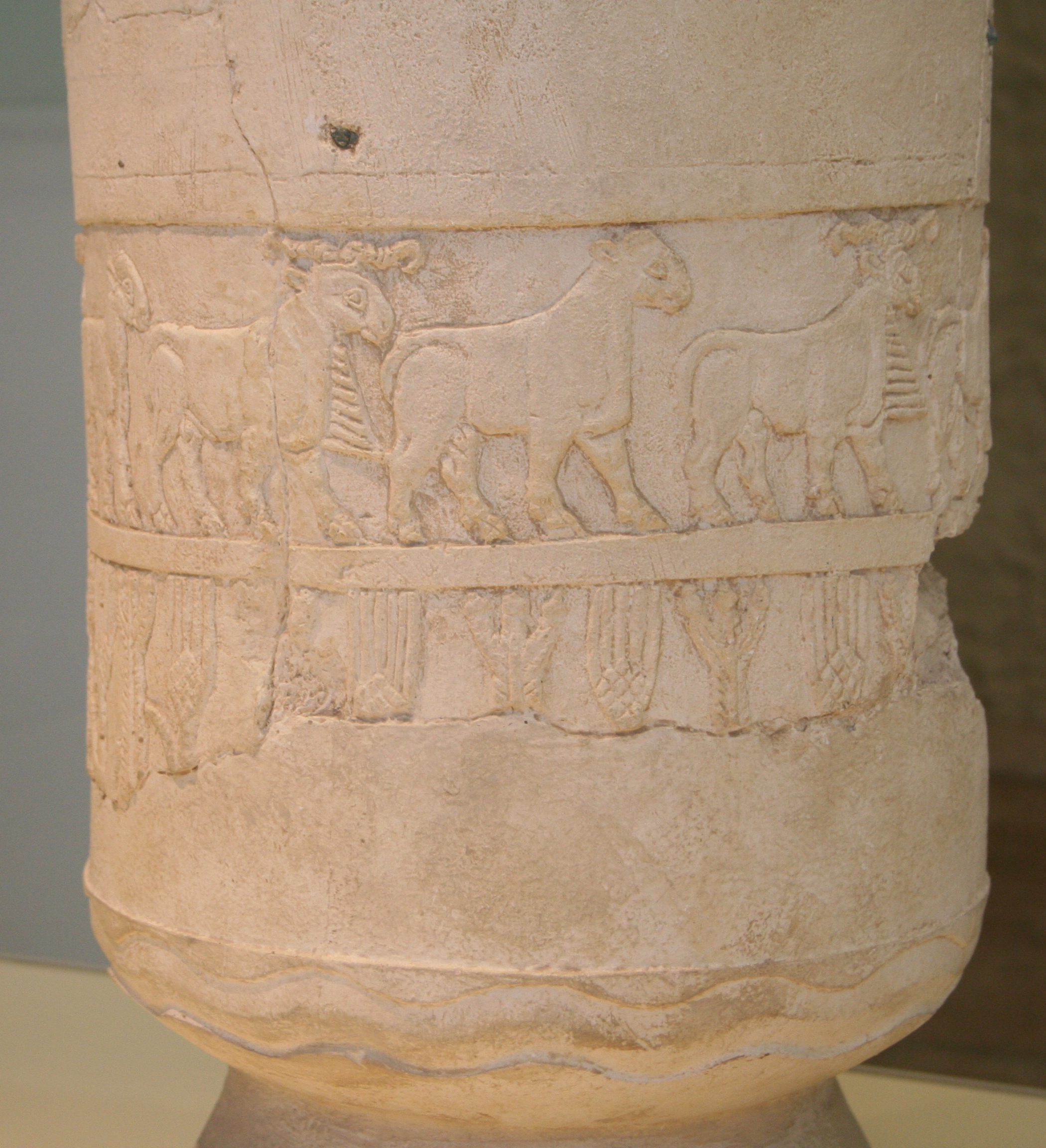
Détail du grand vase en albâtre d'Uruk : bétail et végétaux. Reproduction au Pergamon Museum.
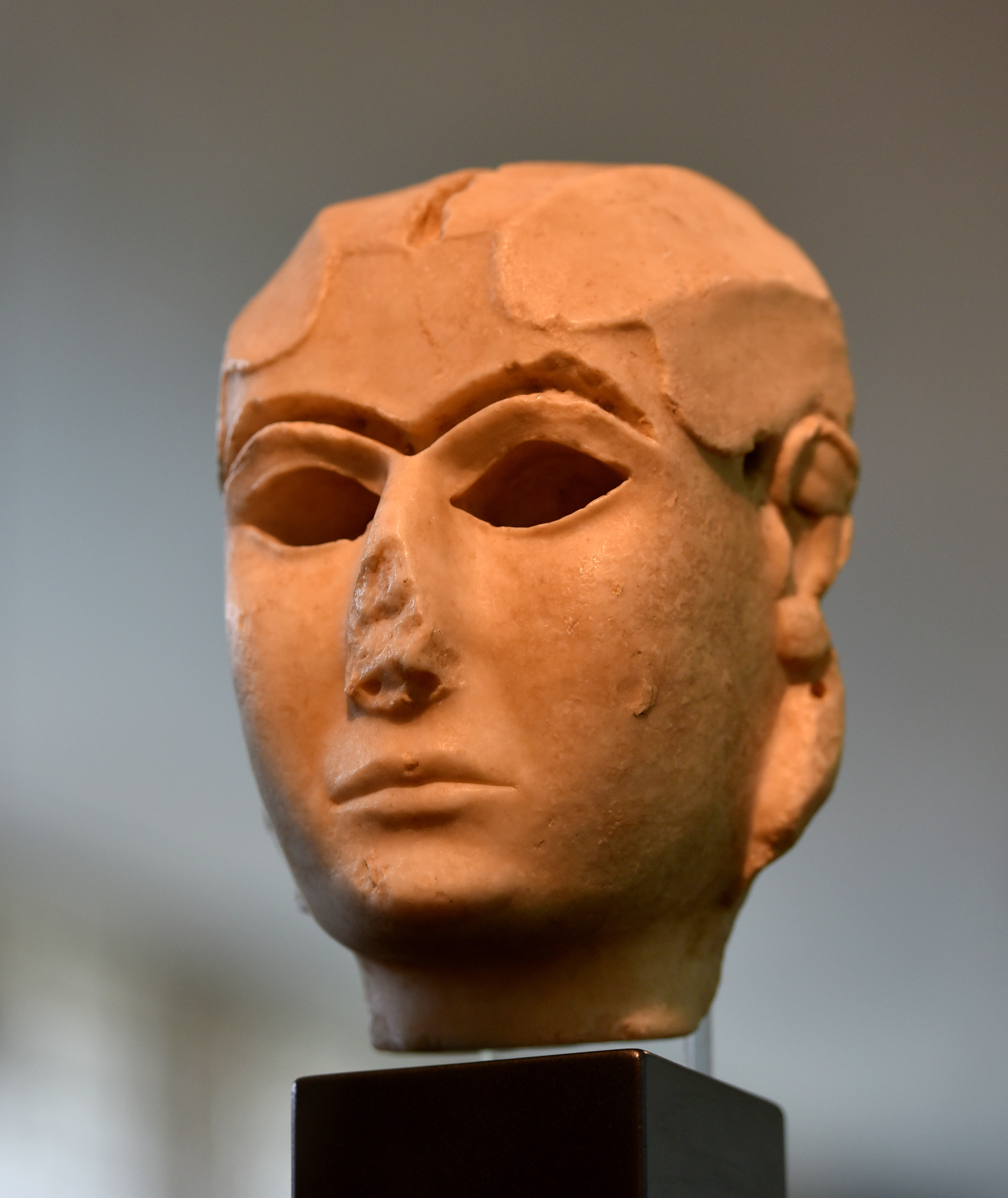
La « Dame de Warka », période d'Uruk. Bagdad, Musée national d'Irak.
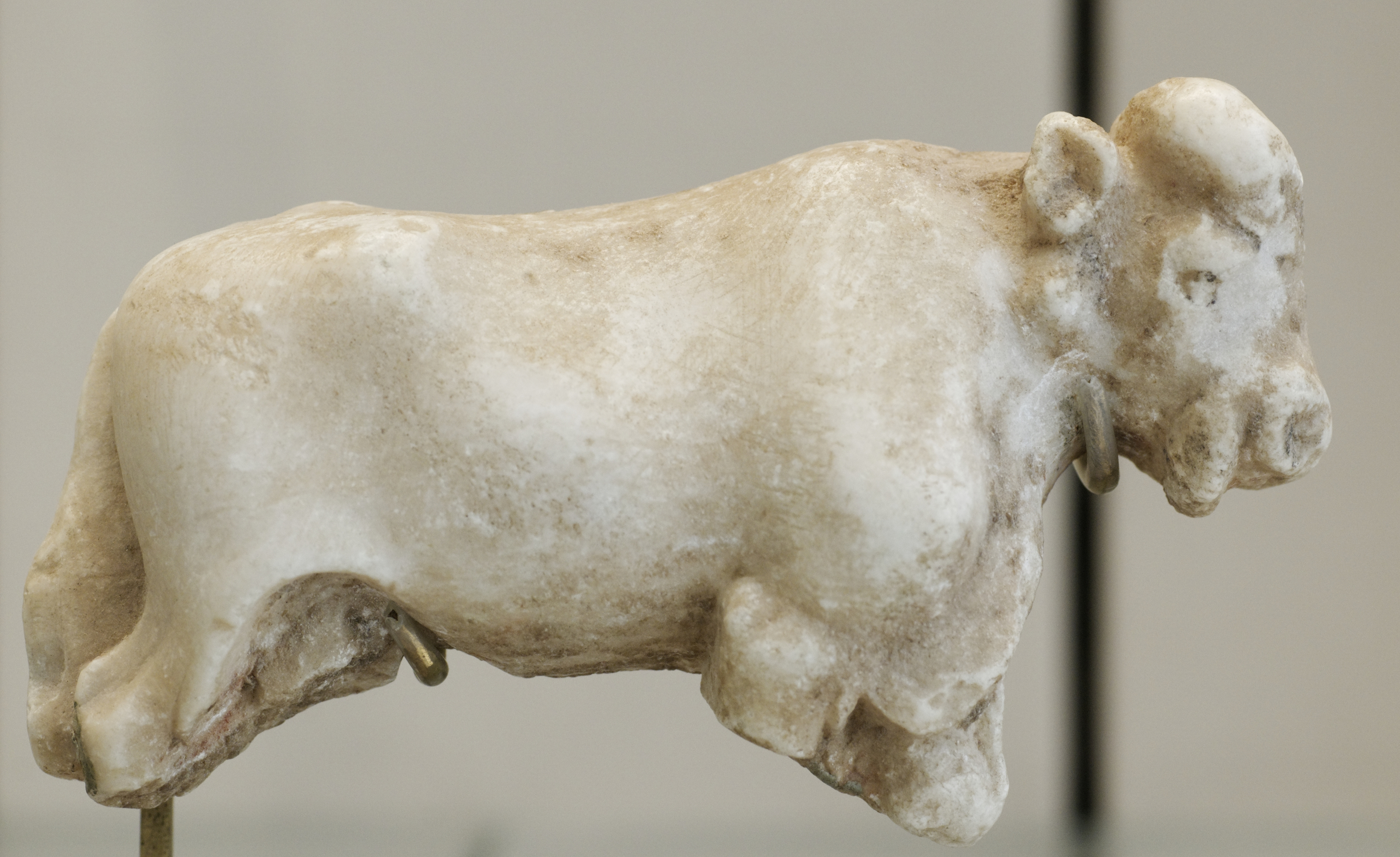
Statuette en calcaire d'un taureau. Musée du Louvre.
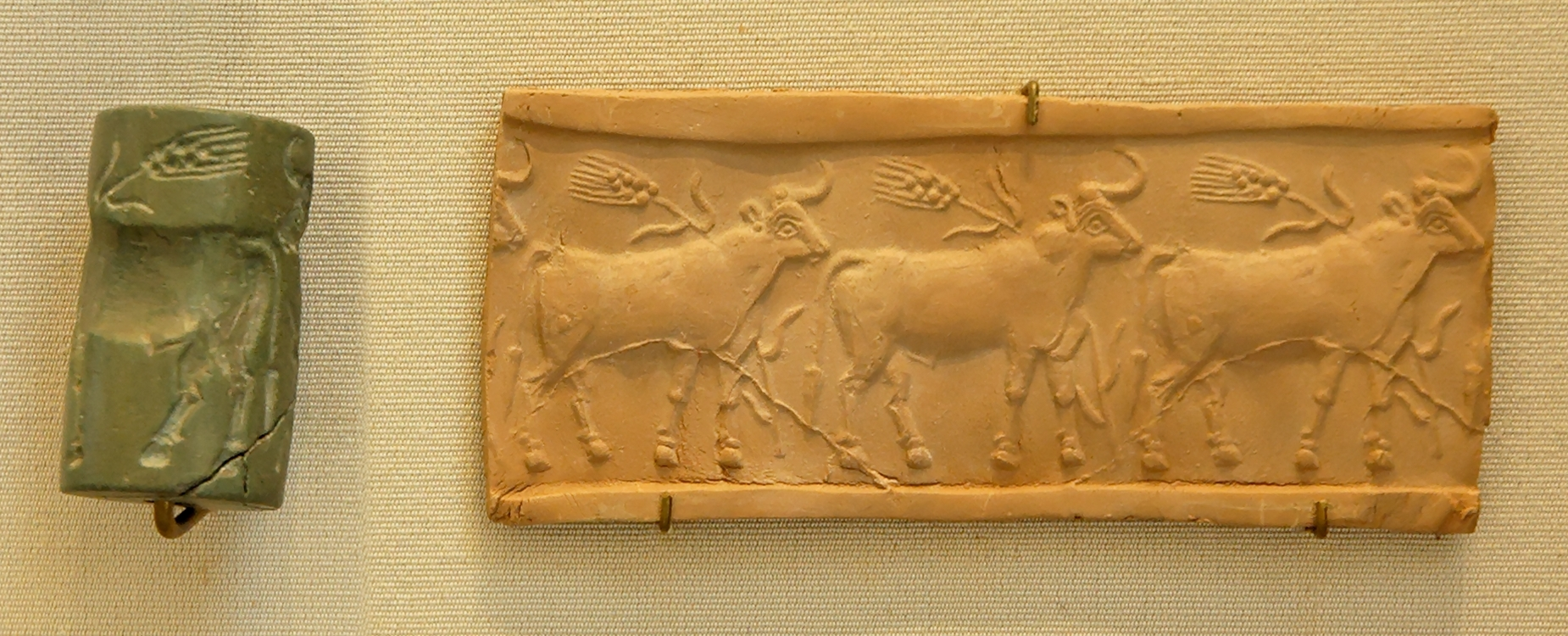
Sceau-cylindre de la période d'Uruk, représentant une « ronde » de bovins. Musée du Louvre.

### Les débuts de l'écriture

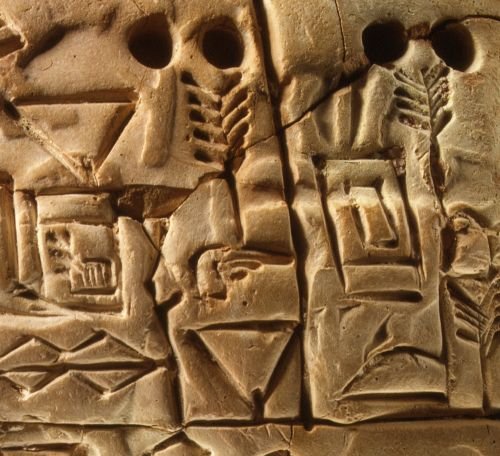
Tablette administrative (détail) de la fin de la période d'Uruk.

C'est à Uruk qu'apparaissent les plus anciennes tablettes écrites en Mésopotamie. Cela concorde bien avec certains récits légendaires sumériens qui font de cette ville le lieu d'invention de l'écriture. C'est au niveau IV (période d'Uruk final, v. 3350-3200) qu'ont été exhumées les plus anciennes tablettes, avant tout dans le secteur de l'Eanna, confirmant la vocation de celui-ci comme centre du pouvoir et de l'administration dans la ville. Près de 2 000 tablettes remontent à cette période. Elles avaient été réutilisées dans des constructions peu de temps après leur réalisation, ce qui fait qu'elles ont été retrouvées hors de leur contexte de rédaction. Il s'agit de textes de comptabilité avant tout, servant à l'administration d'une institution dont la nature exacte reste inconnue. Le niveau III (v. 3200-3000, correspondant à la période de Djemdet Nasr) a lui livré plus de 3 000 tablettes, elles aussi avant tout comptables. Mais on trouve dès les premiers temps de l'écriture des listes lexicales à vocation plus intellectuelle. Le corpus de textes mis au jour dans les niveaux IV et III s'élève ainsi à plus de 5 000 tablettes, ce qui constitue de loin le plus important lot de la période des débuts de l'écriture.
Les tablettes se complexifient entre les périodes IV et III : elles sont plus grandes et comprennent plus de signes plus on avance dans le temps, les dessins se simplifient, et elles sont plus précises, contiennent plus d'informations. C'est également à la période de Djemdet Nasr que l'on commence à utiliser des calames à l'extrémité taillée en triangle pour inciser les tablettes, ce qui aboutit finalement à la graphie cunéiforme. R. K. Englund distingue trois types de tablettes pour le niveau IV : des étiquettes d'argile indiquant sans doute la personne recevant ou donnant un produit ; des petites tablettes avec des nombres associés à des pictogrammes représentant des objets ou personnes ; de plus grandes tablettes, divisées en plusieurs sections, comportant les deux mêmes éléments que le type précédent, mais plus nombreux, constituant sans doute des récapitulatifs (parfois le total numérique des objets est noté au revers de la tablette). Ce dernier type est celui qui est le plus courant au niveau III.
Les causes du début de l'écriture sont sujettes à de nombreux débats. L'écriture est précédée par l'apparition aux périodes antérieures de procédés que l'on identifie parfois comme de la « pré-écriture » : des sceaux servant à contrôler des biens entreposés ou transitant entre plusieurs endroits, dont les sceaux-cylindres qui apparaissent à la période d'Uruk ; des jetons (calculi) servant sans doute à indiquer quels étaient les produits contrôlés ; et des bulles d'argile contenant ces mêmes jetons. Plus tard, à la période précédant directement l'invention de l'écriture (Uruk V), la bulle est aplatie, et devient une tablette, comportant des signes rudimentaires (des chiffres) et/ou des empreintes de sceaux. Mais les liens entre les jetons et les signes qu'ils comportent, et les premiers signes écrits sont loin d'être probants, et faire du second le dérivé des premiers est sans doute trop hâtif. Il est en tout cas évident que l'écriture participe des innovations qui accompagnent à la période d'Uruk la constitution de plus grandes entités politiques, qui deviennent de véritables États. Les tablettes retrouvées sont probablement issues des archives d'une grande institution (temple ou palais) qui dispose d'un grand poids dans l'économie et la société d'Uruk au cours des derniers siècles du IVe millénaire. Les périodes suivantes voient le développement de l'écriture se poursuivre, mais le site d'Uruk n'a offert aucun témoignage de cela.

### Le sanctuaire d'Inanna

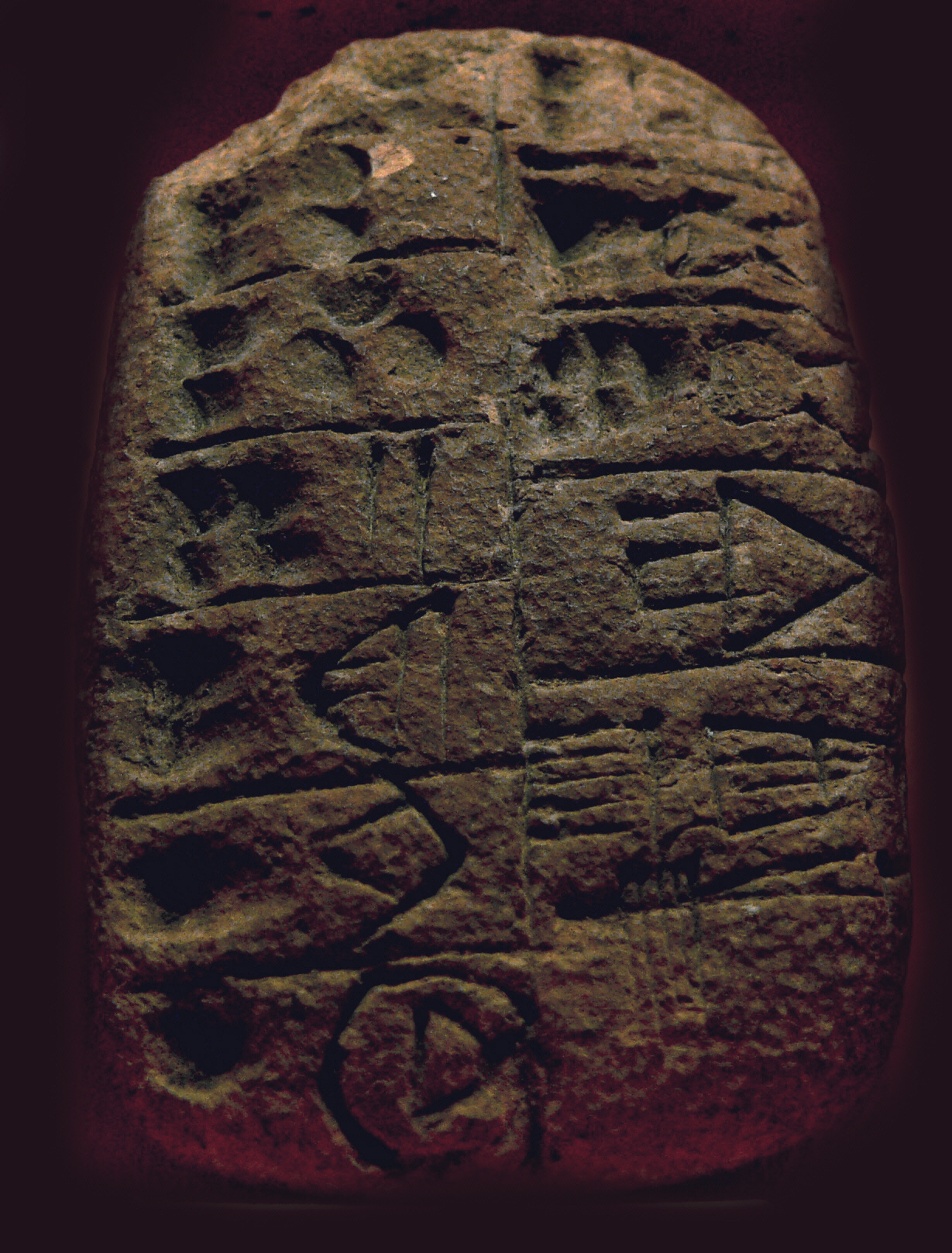
Tablette de comptabilité d'Uruk, Uruk III (c. 3200-3000) : enregistrement d'une livraison de produits céréaliers pour une fête de la déesse Inanna. Pergamon Museum.

Même s'il est difficile de retrouver des édifices assurément religieux parmi ceux fouillés pour les niveaux IV et III, il est évident dans les tablettes de ces périodes qu'Inanna, déesse sumérienne liée à l'amour et identifiée comme la planète Vénus, est déjà la divinité tutélaire du secteur de l'Eanna ; son temple se trouve donc probablement parmi le groupe monumental de ce secteur. Elle est désignée dans les textes par le signe mùš. Elle apparaît sous plusieurs formes : Inanna du matin (húd), Inanna du soir (sig), Inanna des Enfers (kur), et Inanna-NUN (sens indéterminé, peut-être « princière ») ; les deux premiers sens semblent faire référence à son caractère astral (Vénus étant l'étoile du matin et du soir). Comme cela a été évoqué plus haut, cette déesse apparaît vraisemblablement sous une forme anthropomorphe sur les bas-reliefs du « grand vase d'Uruk », et peut-être dans d'autres représentations de la période. Plusieurs de ces temples semblent mentionnés dans les tablettes administratives, notamment le « temple d'Inanna » (é-dInanna) mais aussi un « temple du Ciel » (é-an) qui pourrait être la plus ancienne attestation du terme Eanna. Mais la lecture du signe AN, désignant le Ciel, pose problème à cette période car le Ciel est également la divinité sumérienne An, autre grand dieu tutélaire d'Uruk aux périodes postérieures ; ce même signe pouvant aussi désigner la « divinité » (dingir) en général, il est impossible de déterminer son sens précis dans les textes archaïques. On ne sait donc pas si An est déjà évoqué dans les textes archaïques. Quoi qu'il en soit, il apparaît dans la documentation administrative que les sanctuaires d'Inanna reçoivent régulièrement des offrandes, notamment lors de festivités. Cette déesse a déjà un rayonnement qui dépasse Uruk, puisqu'elle se retrouve dans des tablettes de sites contemporains d'Uruk III, à Djemdet-Nasr et Tell Uqair qui mentionneraient des offrandes depuis ces villes vers son sanctuaire d'Uruk. Cela pourrait refléter selon P. Steinkeller l'existence d'une « amphictyonie » impliquant plusieurs grandes cités du Sud mésopotamien qui assureraient conjointement le culte d'Inanna, qui serait alors une divinité majeure du pays sumérien.

## Période des dynasties archaïques (v. 2900-2340 av. J.-C.)

### Les rois légendaires

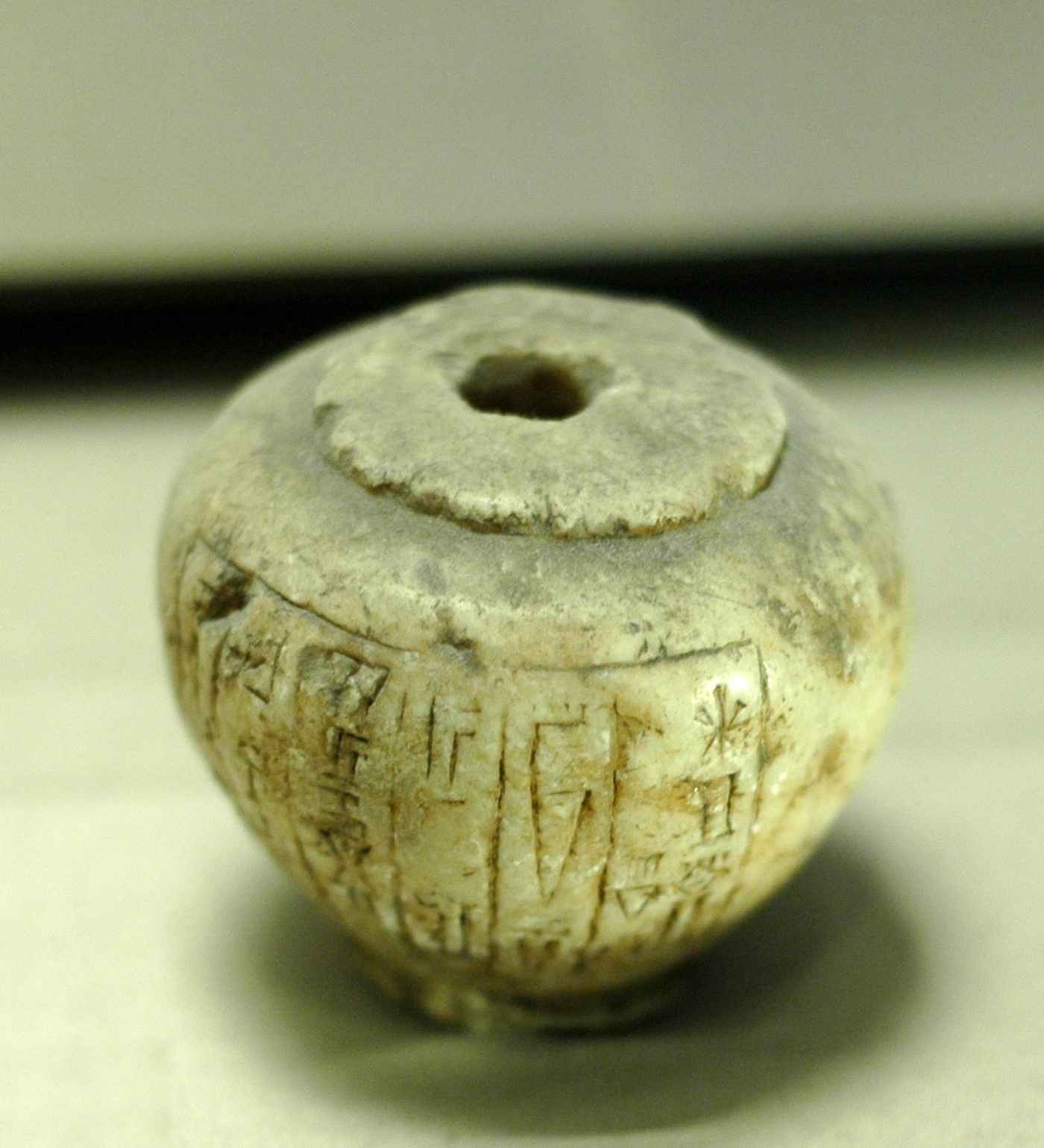
Masse d'armes dédiée au roi d'Uruk Gilgamesh divinisé, Girsu, période d'Ur III. Musée du Louvre.

La Liste royale sumérienne, montrant les souverains archaïques rapportés par la tradition mésopotamienne, attribue à Uruk une « première dynastie » qui aurait exercé la domination sur les royaumes voisins, vers une période que les historiens contemporains situent au Dynastique archaïque II (DA II, v. 2800-2600). Elle aurait enlevé la suprématie au royaume de Kish sous les rois Dumuzi le pêcheur (différent de Dumuzi le berger, dieu sumérien époux d'Inanna), qui aurait capturé le roi Enmebaragesi de Kish, et sous son successeur Gilgamesh. Ces deux souverains seraient en fait précédés par trois autres : le premier, Meskiangasher, est présenté comme étant le fils du dieu-soleil Utu, et ayant régné à Eanna ; son successeur Enmerkar est quant à lui présenté comme roi d'Uruk, qu'il aurait construite ; son fils Lugalbanda règne ensuite. Ce même texte fait de Gilgamesh le roi de Kullab, et non d'Uruk.
Trois de ces souverains sont connus par des cycles de récits épiques qui les mettent en scène. Enmerkar et Lugalbanda sont souvent présentés comme luttant contre la cité d'Aratta, un royaume situé vers l'Iran actuel, auquel ils disputent les faveurs d'Inanna, qui finit par devenir la déesse d'Uruk. C'est au cours d'un de ces conflits que le premier aurait inventé l'écriture. Gilgamesh est quant à lui le héros de plusieurs récits sumériens, avant la rédaction de sa fameuse épopée au début du IIe millénaire. Certains racontent sa lutte contre le roi Agga de Kish, qui est d'après la Liste royale le dernier souverain de la dynastie de Kish vaincue par Uruk : le passage de témoin entre les deux hégémonies se ferait donc sous ces deux rois.
Mais la tradition sumérienne sur ces rois d'Uruk connue par d'autres textes est parfois contradictoire, et on ne peut en tirer de certitude quant à la réalité historique des faits qu'elle rapporte, d'autant plus que les récits mis par écrit ont souvent une visée politique (le cycle de Gilgamesh étant ainsi promu par les rois d'Ur III). On peut au mieux en tirer quelques traits généraux : l'importance du royaume d'Uruk durant les premiers siècles des Dynasties archaïques, avec apparemment des rois qui ont marqué l'histoire du pays de Sumer ; l'importance de la déesse Inanna dans la cité et dans son rayonnement ; divers conflits qui ont marqué l'histoire de la ville.

### Les premiers rois «historiques» d'Uruk

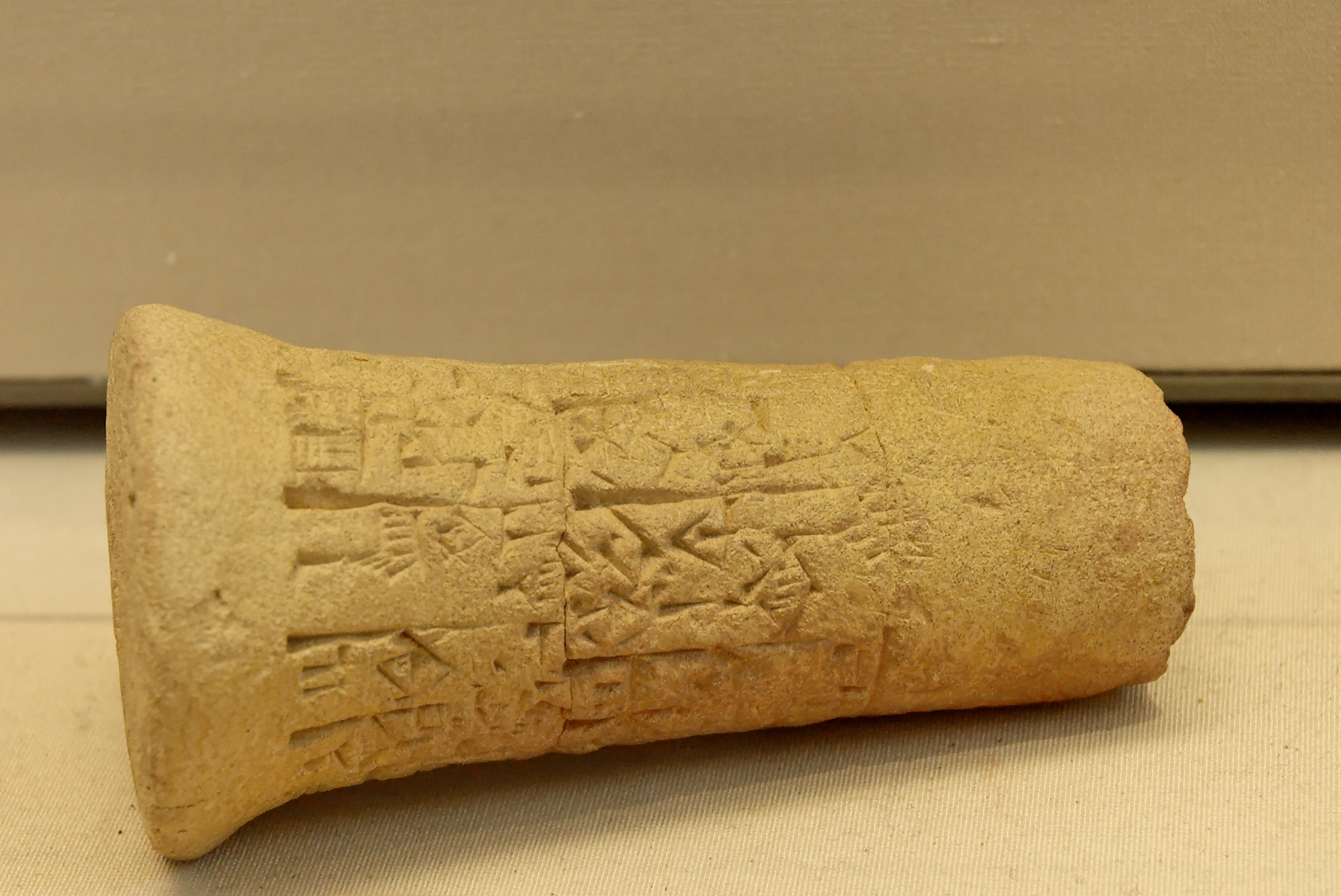
Clou de fondation commémorant le traité de paix conclu entre Enmetena de Lagash et Lugal-kinishe-dudu d’Uruk.

C'est à partir du DA III (2600-2340) que l'on dispose de sources plus fiables sur l'histoire du pays de Sumer, provenant avant tout de Girsu (Tello), dans le royaume de Lagash, et secondairement de Nippur. Quelques documents font allusion à des souverains d'Uruk ; en dépit de leur faible nombre, ils permettent de déceler la puissance de certains d'entre eux. Si l'on se réfère à la Liste royale sumérienne, une nouvelle dynastie d'Uruk exerce la domination à Sumer, quand son roi Enshakushana bat Hadanish de Hamazi (un royaume situé dans le Zagros). Ce roi est connu par des inscriptions de la période, dont une qui le présente dans une inscription comme le fils d'un roi d'Ur, Elili : les liens entre Uruk et la cité voisine semblent forts à cette période. D'autres documents indiquent qu'Enshakushana a réussi à atteindre à un moment de son règne une grande puissance, puisqu'il est le premier souverain connu à se proclamer « en (titre souverain) de Sumer (ki-en-gi) », et « roi du pays » (lugal kalam-ma). Il prétend avoir vaincu Enbi-Ishtar de Kish, non présent dans la Liste royale. Lugal-kinishe-dudu, qui est sans doute son successeur, est connu par un clou d'argile commémorant un traité de paix qu'il conclut avec son homologue Enmetena de Lagash. Son fils Lugal-kisalsi monte ensuite sur le trône d'Uruk. Les inscriptions de ces deux rois indiquent qu'ils domineraient plusieurs grandes villes importantes de Sumer. Finalement, leur État tombe sous la coupe de Lugal-zagesi, originaire d'Umma vers 2350. Ce dernier se constitue un royaume dominant toute la Basse Mésopotamie, dont il établit la capitale à Uruk : la Liste royale comme plusieurs de ses inscriptions le présentent comme un roi d'Uruk. Cela montre l'importance de cette ville en tant que capitale politique dans le sud de Sumer. Mais cette période est éphémère, puisque Lugal-zagesi est battu par Sargon d'Akkad, qui s'empare de ses possessions.

### La cité au Dynastique archaïque

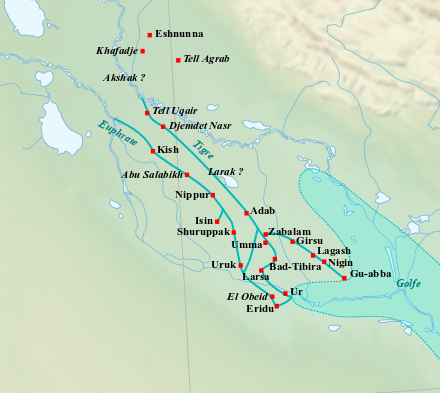
Uruk et les sites principaux de Basse Mésopotamie à la période des dynasties archaïques.

La ville d'Uruk atteint sa taille maximale au Dynastique archaïque, quand elle recouvre une surface de 400 hectares environ, la population de la région semblant se concentrer encore plus dans la ville-centre, si on en juge par la disparition de nombreux villages et hameaux. C'est de cette période que daterait la construction de sa vaste muraille de plus de 9 kilomètres de long, que la tradition attribue à Gilgamesh. Les sondages réalisés dans la surface enceinte indiquent que c'est à cette période que l'occupation du site est la plus dense, même si toute la surface n'est pas bâtie ; le Dynastique archaïque I (c. 2900-2750) représente en particulier la période de la plus intense occupation.
Les textes de la période sont les premiers à fournir quelques indications sur sa topographie. Ils distinguent Uruk (Unug) et Kullab (ou Kulaba), entre lesquels la distinction n'est pas claire. La tradition postérieure (notamment la Liste royale sumérienne et les cycles des rois archaïques d'Uruk) a incité certains chercheurs à y voir deux villages qui auraient fusionné (Uruk situé dans le secteur de l'Eanna et Kullab à l'emplacement futur du Bit Resh), mais les textes n'indiquent jamais explicitement cela. Il semblerait plutôt que Kullab soit un quartier d'Uruk dont le nom serve parfois à désigner la ville entière. Le sanctuaire d'Uruk est célébré dans des hymnes aux temples exhumés à Abu Salabikh (v. XXVIe siècle), évoquant ses deux divinités tutélaires Inanna et Anu, et les sanctuaires d'Uruk et Kullab. Inanna est d'ailleurs présentée comme la déesse tutélaire de la ville par les textes de cette période, et les souverains prennent un soin particulier de son culte ; Anu semble avoir un rôle plus effacé bien que son culte bénéficie également de patronages royaux. Mais les monuments de la période dans le secteur de l'Eanna, qui reste central, sont recouverts par les constructions postérieures et n'ont donc pu être approchés qu'approximativement. Un temple sur terrasse précédait peut-être la ziggurat d'Ur III, pouvant remonter à la période de Djemdet-Nasr avant un développement durant le Dynastique archaïque. Dans le même secteur ont été repérées les fondations d'un énorme édifice d'environ 10 000 m2, le « Bâtiment en pisé » (Stampflehmgebaüde), auquel on attribue généralement une fonction palatiale. Il pourrait avoir été planifié par Lugal-zagesi, puis mis en chantier sans jamais être achevé en raison de la défaite de celui-ci face à Sargon d'Akkad.

## Premiers empires et derniers rois d'Uruk

### Uruk sous les empires d'Akkad et d'Ur (v. 2340-2000 av. J.-C.)

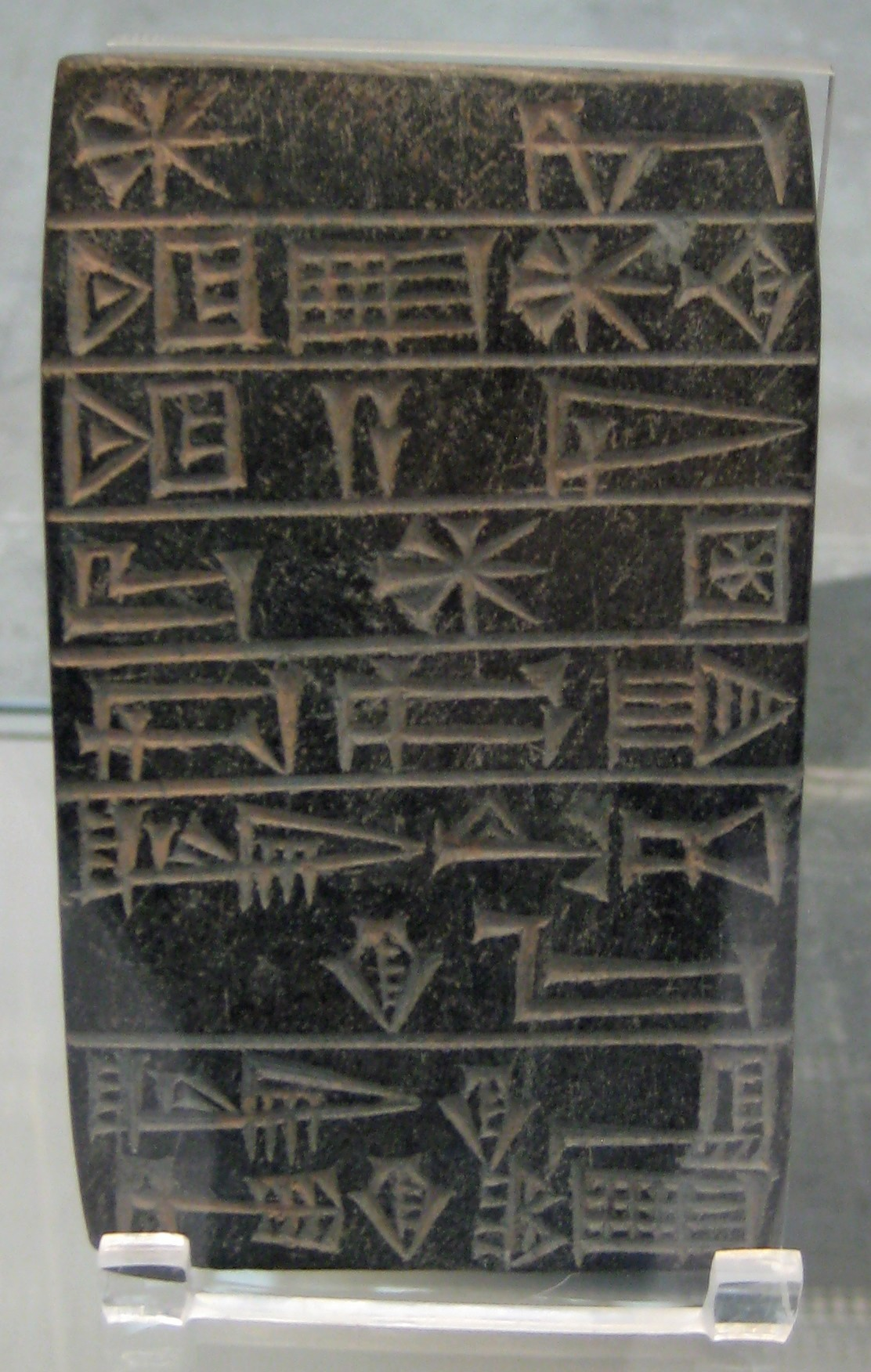
Inscription d'Ur-Namma commémorant la reconstruction de l'Eanna. Texte : « Pour la déesse Inanna, Dame de l'Eanna, sa dame, Ur-Namma, mâle puissant, roi d'Ur, roi des pays de Sumer et d'Akkad, a construit et restauré son temple pour elle. »

Sous l'empire d'Akkad (2340-2154), Uruk reste l'une des principales cités du pays de Sumer, d'autant plus que sa déesse tutélaire Inanna/Ishtar est la patronne de la dynastie régnante (même si les souverains semblent plutôt privilégier Ishtar d'Akkad). Mais la cité reste insoumise, et participe aux côtés de ses voisines aux grandes révoltes qui secouent les règnes de Sargon et surtout Naram-Sîn. C'est un certain Amar-girid, proclamé roi d'Uruk, qui dirige la révolte des villes sumériennes contre ce dernier, qui est difficilement réprimée. La domination akkadienne s'achève quelques années après, notamment en raison des attaques des Gutis. Une nouvelle dynastie indépendante règne alors à Uruk. C'est un roi de cette cité, Utu-hegal, qui aurait débarrassé vers la fin du XXIIe siècle la Basse Mésopotamie de ces mêmes Gutis en défaisant leur roi Tirigan. Ce succès qui a été commémoré dans un texte littéraire sumérien lui a valu de voir son souvenir préservé par la tradition mésopotamienne postérieure,.
Le règne d'Utu-hegal s'achève peu après, quand il est vaincu par Ur-Namma, qui est sans doute son propre frère. Celui-ci choisit de régner depuis Ur, dont il fonde la troisième dynastie (Ur III). Son successeur Shulgi fait de cet État un véritable empire. C'est à ces deux rois que l'on doit des restaurations effectuées à Uruk, ainsi que la construction de la ziggurat de l'Eanna (nom cérémoniel é-gi6-pàr-imin, « Maison des sept Giparu »). Elle a une base presque carrée de 55 × 51,50 mètres de côté, et ses ruines s'élèvent encore sur 14 mètres, l'ensemble devait culminer à environ 30 mètres à l'origine. Son premier étage s'élevait à 11,20 mètres et présentait un décor extérieur de pilastres et de redans. Ses murs avaient apparemment été recouverts d'un plâtre de couleur claire. Comme les autres ziggurats de cette période, on parvenait à son sommet par un triple escalier (deux escaliers accolés à la façade et un escalier perpendiculaire rejoignant le centre de l'édifice) ; elle disposait de deux ou trois étages, le dernier étant probablement surmonté par un temple. La ziggurat est située dans une enceinte disposant de pièces allongées servant sans doute aux besoins du culte ; plus loin se trouvent au moins deux cours disposant de leur propre enceinte,. Des parties de colliers en agate inscrits aux noms de l'épouse du roi Shu-Sîn, Kubatum, et de sa concubine Tiamat-Bashti ont été exhumés. On sait par des textes de la période que le Grand prêtre (en/enu) d'Inanna vit dans un édifice (appelé é-gi6-pàr/Giparum) qui n'a pas été mis au jour. Le complexe sacré est complété par un temple dédié au dieu Ningishzida. Shu-Sîn semble s'être fait enterrer dans un mausolée situé dans les alentours d'Uruk, qui sert également à son culte funéraire. Cela indique que les rois d'Ur III ont peut-être continué à se faire ensevelir près de la cité dont leur dynastie est probablement originaire. La mise en valeur à cette période du cycle épique des rois archaïques d'Uruk (Enmerkar, Lugalbanda et Gilgamesh) semble lié à cela, les rois d'Ur III se présentant comme les descendants de ces illustres souverains.
Plusieurs textes de cette période font référence à un rituel important qui semble originaire d'Uruk, le « mariage sacré » (ou hiérogamie), qui a pour origine les récits sur les amours de la déesse Inanna avec le dieu Dumuzi, présents dans plusieurs textes qui ont peut-être été rédigés par le clergé de l'Eanna. Mais à la période d'Ur III le roi prend la place symbolique du dieu et devient ainsi l'époux de la déesse. Un hymne présente le rituel avec le roi Shulgi comme acteur principal : il se rend à Uruk en bateau, avant de se rendre dans l'Eanna où a lieu le rituel, vêtu d'habits d'apparat. Le déroulement exact du rituel d'union nous échappe. Des hymnes d'amours dans lesquels Inanna célèbre Shulgi et son deuxième successeur Shu-Sîn sont également issus de cette tradition, qui se diffuse dans d'autres villes mésopotamiennes durant les siècles suivants. Une autre grande fête religieuse d'Uruk bien attestée pour cette période est la fête du bateau du Ciel (ezem-má-an-na), en référence à une embarcation utilisée par Inanna pour se rendre à Eridu dans le mythe Inanna et Enki ; il a lieu au cours du dixième mois du calendrier local, au moins durant cinq jours pendant lesquels la déesse reçoit de nombreuses offrandes.

### Les derniers rois d'Uruk durant lapériode amorrite(v. 2000-1700 av. J.-C.)

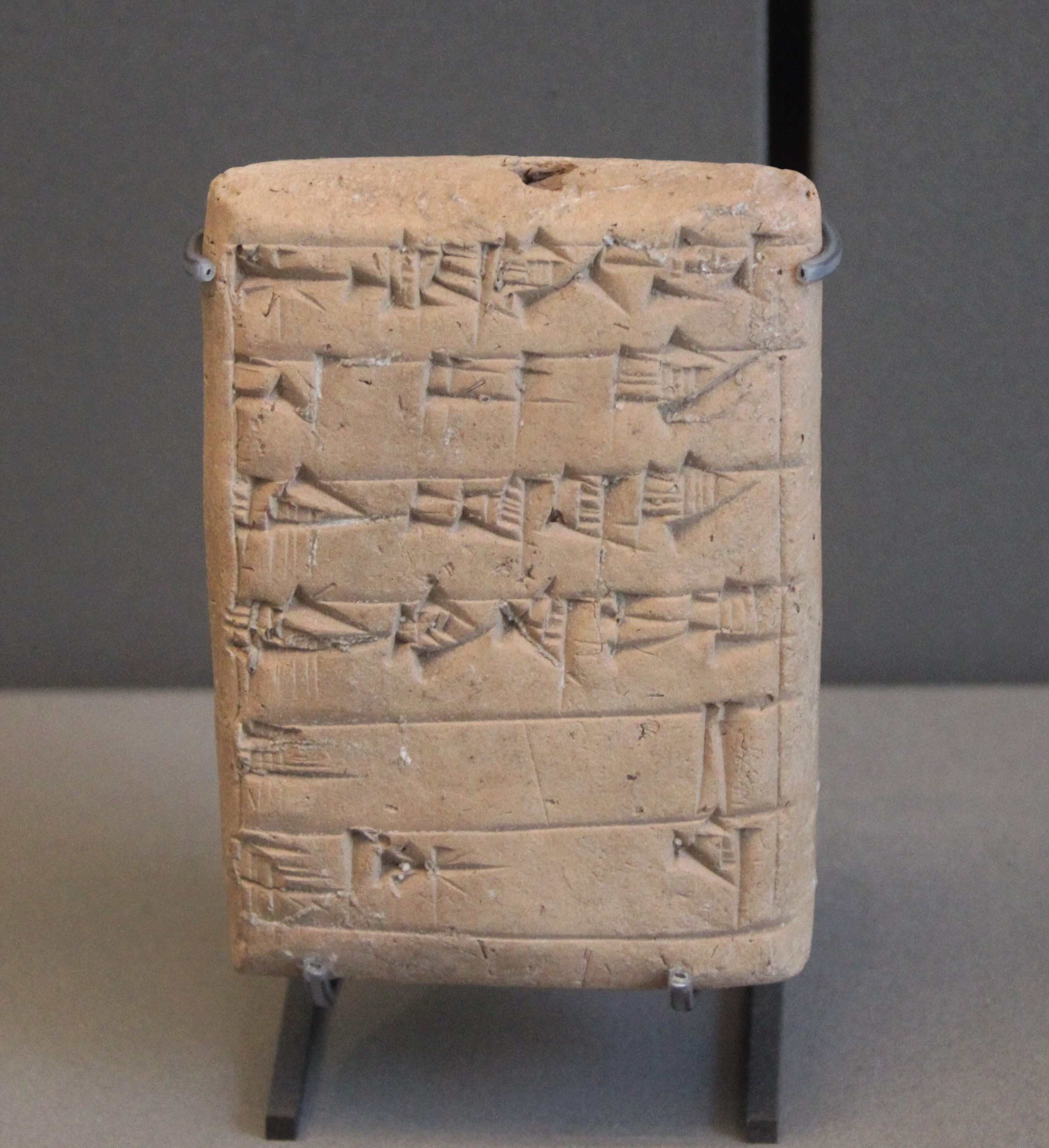
Tablette d'argile commémorant la construction du palais du roi Sîn-kashid d'Uruk, musée du Louvre.

La dynastie d'Ur III s'effondre vers 2004 sous les coups des Élamites. Uruk subit peut-être des destructions à ce moment-là. Un texte appartenant à la série des « Lamentations » sur les malheurs des villes de Sumer, rédigé quelques décennies après les faits, lui est en tout cas dédié (Lamentation sur la destruction d'Uruk). Mais il n'est pas sûr que cela reflète des événements qui se soient effectivement produits, étant donné que ce type de textes répond plus à un topos littéraire qu'à une volonté de rapporter un événement réel. Quoi qu'il en soit, ce sont les Amorrites qui tirent parti de la situation suivant la chute d'Ur, puisque plusieurs dynasties issues de cette ethnie s'installent à la tête de royaumes en Basse Mésopotamie. Le premier royaume à dominer la région est celui d'Isin, dans lequel Uruk est inclus, avant de passer sous la coupe de Larsa après les victoires de son roi Gungunnum (1932-1906). Uruk connaît une brève période d'indépendance autour de 1900, avec les rois Alila-hadûm et Sumu-El, avant de repasser sous la coupe de Larsa vers 1891.
Vers 1860, la cité redevient indépendante grâce à Sîn-kashid, qui fonde une nouvelle dynastie, plus durable,. Mal documentée depuis Uruk, cette période reste surtout connue par les sources extérieures à la cité. Le monument majeur érigé à cette période est le grand palais royal de Sîn-kashid (environ 100 × 145 mètres), situé à l'ouest du quartier de Kullab, donc en périphérie de la ville ce qui est inhabituel pour un tel édifice. Il n'en reste que les fondations permettant d'en distinguer approximativement le plan. Il est organisé en deux grandes parties. À l'est, la zone d'apparat, suivant le schéma qui se retrouve dans d'autres palais contemporains (Larsa, Eshnunna, Mari), organisée autour d'une grande cour ouvrant sur deux salles oblongues au nord, la seconde étant identifiée comme la salle du trône. À l'ouest se trouvent plusieurs pièces, comprenant un espace central dont le toit était supporté par six piliers en briques cuites disposés en deux rangées parallèles. Ces espaces devaient correspondre à des zones de stockages et des bureaux administratifs, les pièces résidentielles privées du roi et à de maisonnée devant se trouver à l'étage. Sîn-kashid entreprend la construction de plusieurs temples, un étant dédié à Lugalbanda, l'ancien roi de la cité divinisé, accompagné du bâtiment (le Giparum) servant à loger la grande prêtresse de l'institution, qui est la propre fille du roi, Nish-inishu. L'Eanna est une nouvelle fois restauré à cette période. Quelques lots d'archives datant de cette époque ont été exhumés : des tablettes administratives du palais de Sîn-kashid, et des textes divers datant règnes suivants. L'occupation du site s'est rétractée par rapport à la période précédente, autour des temples et du palais, alors que les jardins et palmeraies ont pris une place importante dans le paysage urbain.
Uruk est alors un royaume peu puissant et peu étendu, menacé en permanence par Larsa, qui en fait peut-être son vassal à certains moments. Les rois de la première dynastie de Babylone, puissance montante du sud mésopotamien à partir du XIXe siècle, sont les alliés de ceux d'Uruk, depuis le mariage de Sîn-kashid avec la fille du roi babylonien Sumu-la-El. Les deux cités coalisés partent en guerre contre Larsa en 1809, mais sont vaincues par son roi Rîm-Sîn. En 1802, ce dernier finit par annexer Uruk en battant son dernier roi, Nabi-ilishu. C'est probablement à ce moment que le palais de Sîn-kashid est détruit. Rîm-Sîn perd la ville quelque temps en 1787, quand Hammurabi de Babylone s'en empare, avant de devoir se retirer. Il parvient finalement à s'emparer de Larsa en 1763, Uruk passant sous sa domination.

### L'abandon d'Uruk

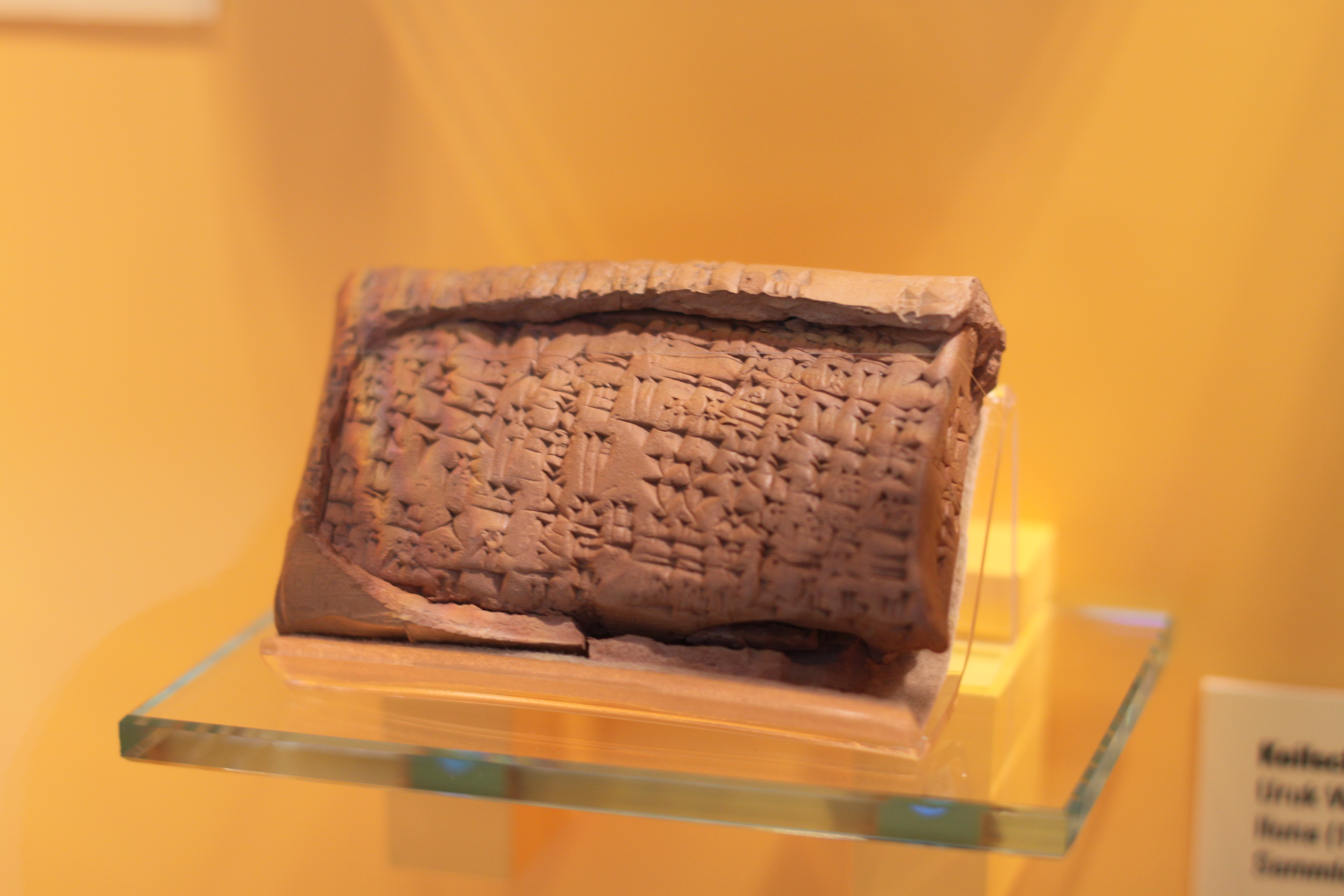
Tablette avec enveloppe ouverte, règne de Samsu-iluna, provenant d'Uruk. Überseemuseum, Brême.

Sous le règne du successeur de Hammurabi, Samsu-iluna, les cités de l'extrême-sud mésopotamien se révoltent contre Babylone. Uruk en fait partie, et un dénommé Rîm-Anum y prend le pouvoir quelque temps. Il est connu par des tablettes datées de son règne, documentant notamment le fonctionnement de la « maison des prisonniers » (bīt asīrī), bureau administratif dont dépendent des prisonniers de guerre devenus esclaves et concédés à des institutions et individus. Mais Samsu-iluna reprend les choses en main entre 1740 et 1739, et Uruk repasse sous son autorité comme les autres cités rebelles. Dans ses inscriptions, le roi babylonien proclame avoir abattu les murailles d'Uruk.
Après cet épisode dramatique, la cité d'Uruk est désertée, comme plusieurs de ses voisines (Eridu, Ur, Girsu). Les prospections au sol ont révélé que la taille de l'espace peuplé dans sa région décline considérablement. Une partie de ses habitants se réfugie à Kish, où des tablettes datant des règnes des derniers souverains de la première dynastie de Babylone attestent de la présence de membres du clergé d'Ishtar et Nanaya, déesses originaires d'Uruk, qui ont migré pour sauver le culte de leurs divinités. D'autres Urukéens sont attestés dans des archives administratives de la région de Kish comme travailleurs agricoles. Ce phénomène est sans doute lié aux événements politiques du règne de Samsu-iluna, mais également au contexte économique de l'ancien pays de Sumer, qui semble connaître une crise qui empire au cours du XVIIIe siècle.

## La réoccupation du site à la période kassite (v. 1500-1155 av. J.-C.)
Après plusieurs siècles durant lesquels l'occupation du site d'Uruk est résiduelle, la cité se repeuple progressivement dans le courant de la seconde moitié du IIe millénaire, à partir de la période de domination de la dynastie kassite de Babylone, qui prend le contrôle de l'extrême-sud mésopotamien vers le début du XVe siècle. L'occupation de la ville reste cependant très faible au regard des périodes précédentes. Le culte de l'Eanna reprend, sans doute sous l'impulsion des rois kassites : Kurigalzu Ier (début du XIVe siècle) restaure le sanctuaire, et lui fait sans doute une donation de terres pour soutenir son fonctionnement.
L'édifice le mieux connu de cette période est le petit temple situé dans la zone de l'Eanna bâti sous le règne de Kara-indash (fin du XVe siècle), qui est novateur sur plusieurs de ses aspects. Déjà par sa forme : c'est un édifice de taille réduite (14 × 18 mètres de base au sol), avec des tours aux angles de sa façade extérieure. Il est divisé en trois parties : deux pièces qui se suivent au centre, sans doute la cella et le vestibule qui y mène ; et deux couloirs latéraux, ouvrant également sur la cella. L'autre aspect remarquable de ce temple sont les reliefs qui ornaient sa façade. Ils sont réalisés en briques cuites moulées, et représentent des dieux barbus alternant avec des déesses aux vases jaillissant.

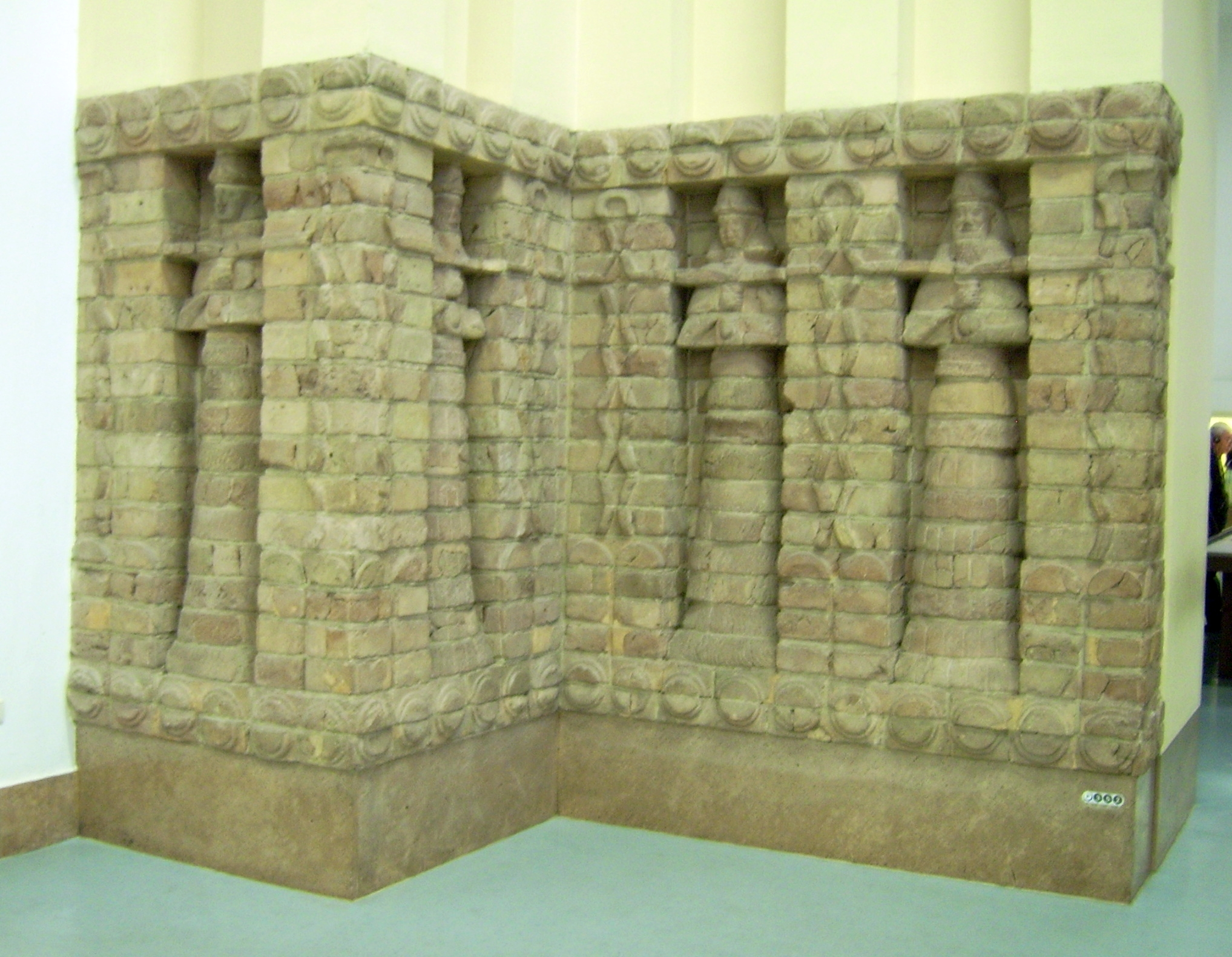
Reliefs en briques cuites moulées du temple de Kara-indash, fin du XVe siècle av. J.-C., Pergamon Museum.
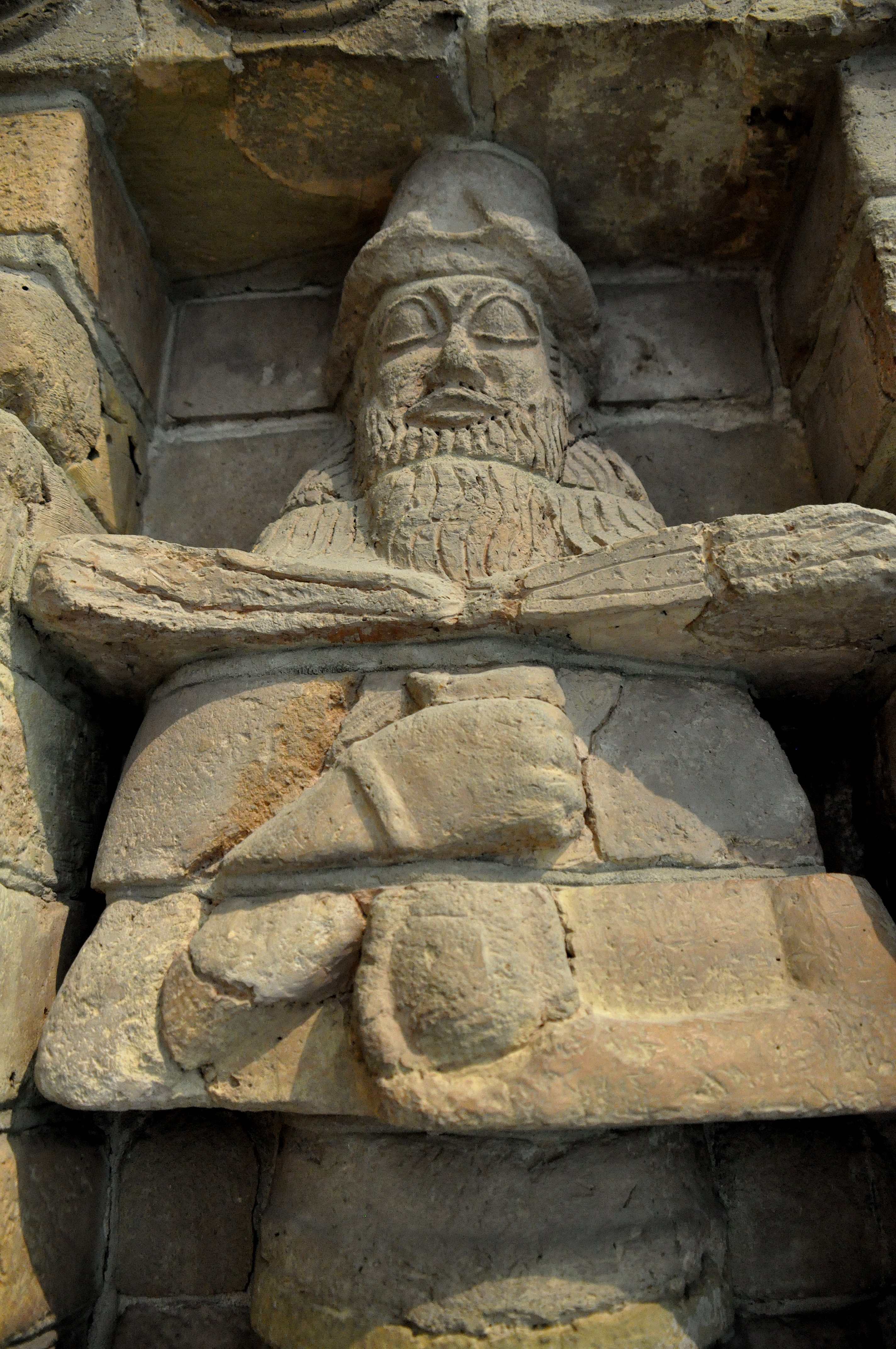
Détail du décor : dieu aux eaux jaillissantes.
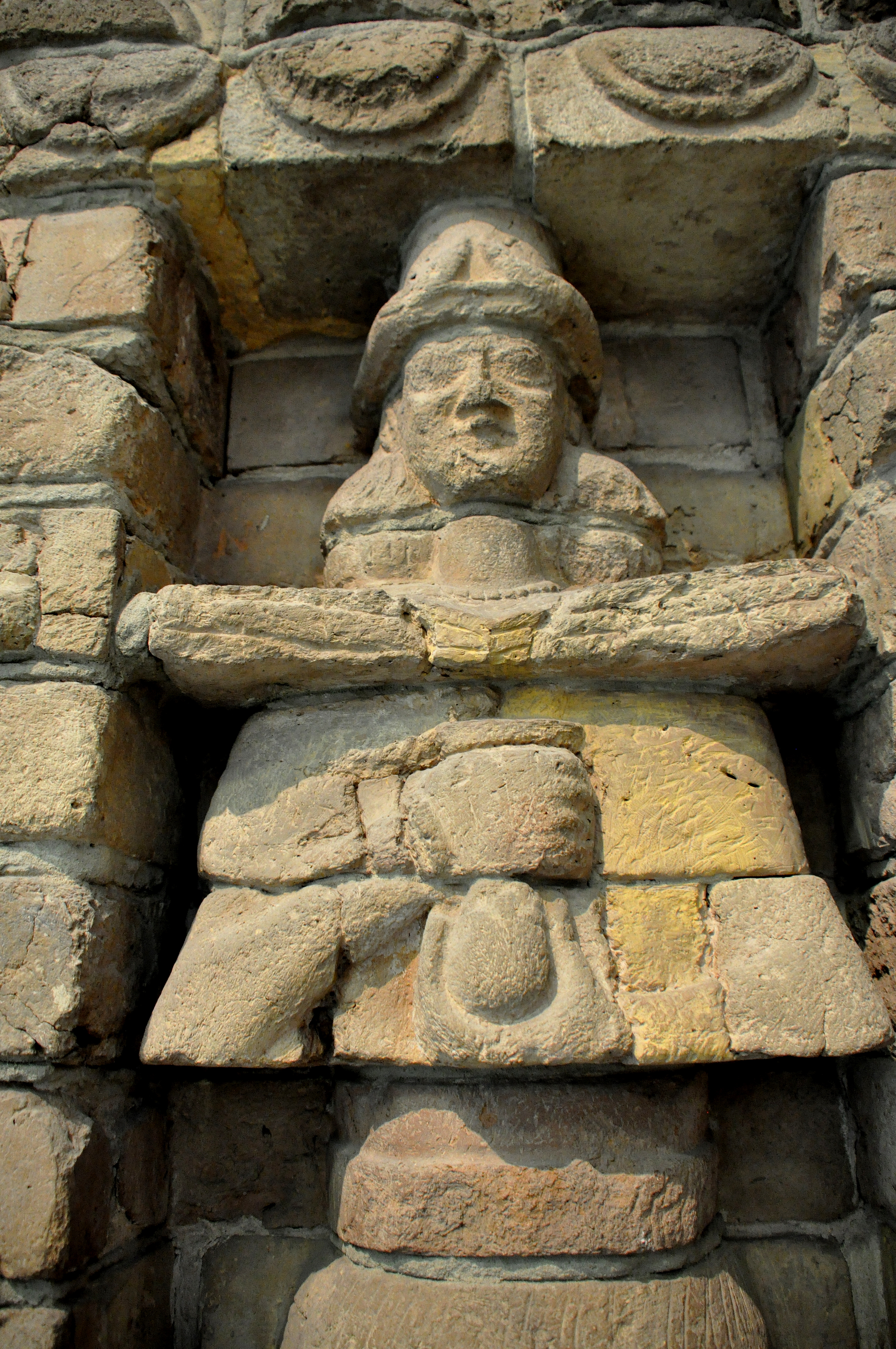
Détail du décor : déesse aux eaux jaillissantes.

## La période néo-babylonienne: la richesse de l'Eanna (v. 900-480 av. J.-C.)

### Historique de la période

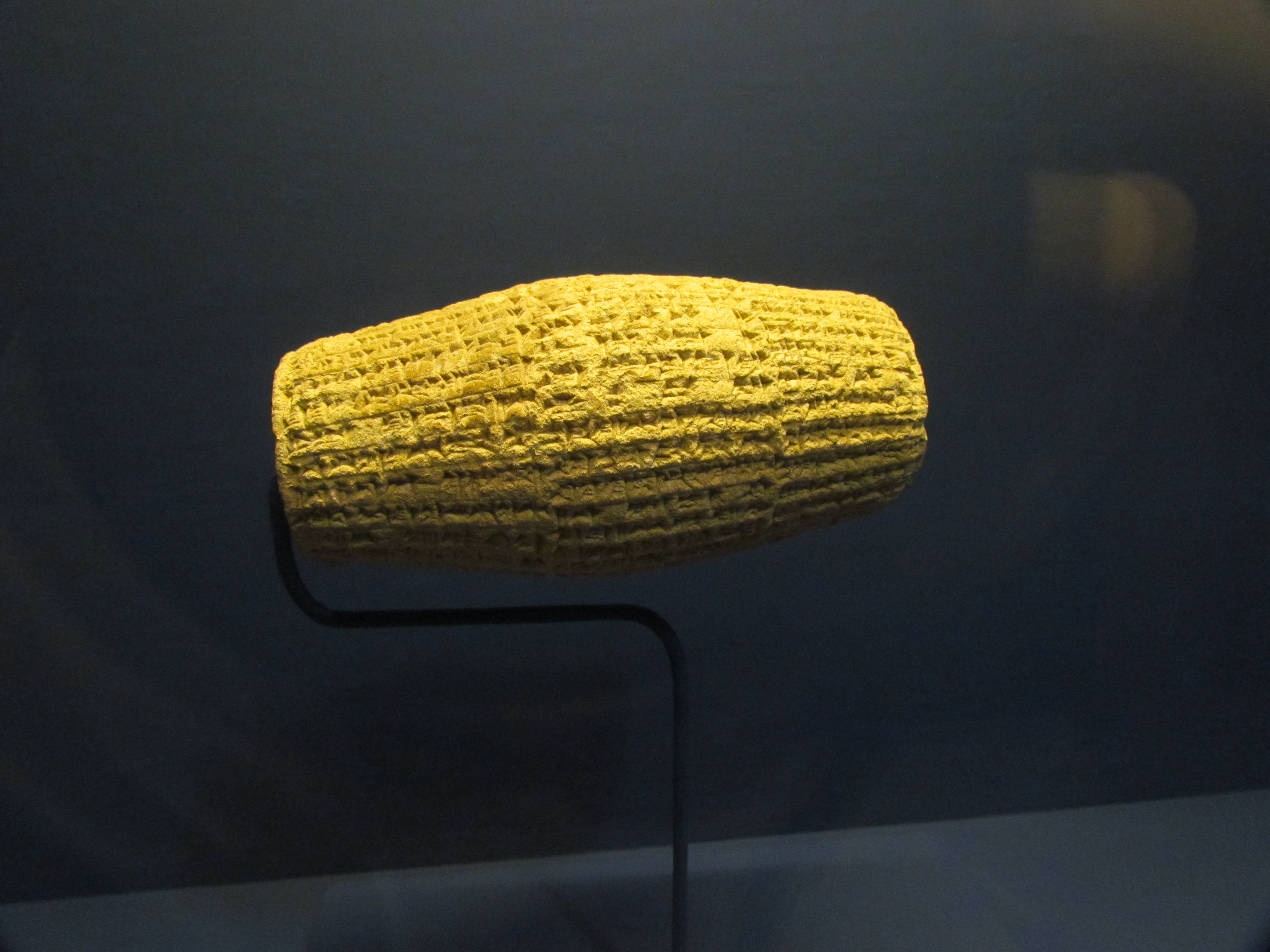
Cylindre d'argile portant une inscription de Nabuchodonosor II, commémorant la restauration de l'Eanna. Musée des pays de la Bible de Jérusalem.

La Basse Mésopotamie traverse des temps difficiles au début du Ier millénaire, à la suite de l'arrivée des populations araméennes et chaldéennes, puis la situation s'améliore à partir de la fin du IXe siècle. Uruk et la campagne environnante connaissent alors une expansion démographique. Sur le plan politique, la période « néo-babylonienne » est marquée dans un premier temps par une instabilité et un éclatement du pouvoir politique, les rois se succédant sur le trône de Babylone au gré d'événements souvent chaotiques, sans continuité dynastique, alors qu'émergent des puissances politiques locales, comme les tribus chaldéennes du Bit Dakkuri qui est installée au nord-ouest d'Uruk en direction de Borsippa, et du Bit Amukkani qui se situe vers le nord-est, ou encore le Bit Yakin au sud vers Eridu. Elles disposent chacune de leurs territoires, avec plusieurs établissements fortifiés et de nombreux hameaux agricoles, témoignant de leur prospérité. L'autre élément-clé de l'évolution politique de la période est l'intervention croissante des Assyriens dans les affaires de la Babylonie, qui culmine par leur prise en contrôle direct de la région dans la seconde moitié du VIIIe siècle. Uruk et sa région sont marquées par ces changements, puisqu'elles passent en partie ou en totalité sous contrôle des confédérations chaldéennes, des rois babyloniens et des rois assyriens en alternance, et que ceux-ci y restaurent parfois des édifices. Malgré son faible rôle politique, Uruk dispose toujours d'un grand prestige religieux, notamment grâce au sanctuaire d'Ishtar, déesse extrêmement populaire à cette période, en particulier auprès des rois assyriens.
À partir de 626, le babylonien Nabopolassar repousse puis défait les Assyriens avec l'aide des Mèdes, et restaure une paix durable en Mésopotamie en fondant l'empire néo-babylonien. Selon une proposition de M. Jursa il pourrait être originaire d'une famille de notables d'Uruk, qui a détenu des fonctions dans l'administration de la cité. La province du Pays de la Mer et Uruk, qui dispose d'une administration autonome avec son propre gouverneur (portant le titre de šakin tēmi), occupent une place importante dans l'administration de l'empire babylonien. Le fils de Nabopolassar, Nabuchodonosor II, et ses successeurs (dont Nabonide) entreprennent de grands travaux, notamment de restauration des canaux d'irrigation, des murailles et des temples, ce dont bénéficient Uruk et son arrière-pays agricole. Cette période se prolonge durant les décennies suivant la conquête de la Babylonie par Cyrus II de Perse en 539, au moins jusqu'aux années 480. C'est de cette époque que datent les nombreuses tablettes administratives et économiques néo-babyloniennes retrouvées à Uruk, illustrant la puissance et le prestige de son grand sanctuaire, l'Eanna (voir plus bas).

### Un vaste complexe cultuel

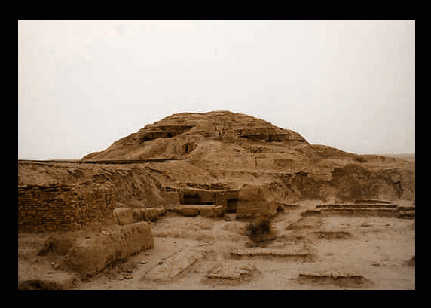
Ruines de l'Eanna, dominées par la ziggurat d'Ishtar.

Les VIIIe – Ve siècles d'Uruk sont surtout connus par les fouilles et les documents provenant du secteur du sanctuaire de l'Eanna, qui occupe alors une place majeure dans la vie de la cité. Le sanctuaire lui-même est restauré plusieurs fois durant ces années. Sargon II rebâtit les murs protégeant la zone sacrée. Merodach-baladan II fait construire plusieurs petits temples. D'autres rois assyriens et babyloniens restaurent le complexe par la suite, jusqu'au Perse Cyrus II au début de la domination achéménide. L'Eanna forme alors un vaste complexe cultuel de 330 × 350 mètres, comme il s'en trouve dans les principales villes de Babylonie à cette période. Il est organisé autour de sa ziggurat, et d'un ensemble de cours desservant plusieurs sanctuaires, délimitées par des murs épais qui abritent des pièces et parfois même des temples. Les textes de la période nomment plusieurs bâtiments et cours du complexe cultuel, sans qu'il soit toujours possible de les faire correspondre à ceux qui ont été mis au jour lors des fouilles. Dans la cour entourant la ziggurat, sans doute le « parvis supérieur » (kisallu šaplu) des textes, se trouvent plusieurs temples et chapelles. D'abord le temple supérieur (gigunû) surmontant la tour à degrés et qui a disparu entièrement, puis deux nouveaux petits temples construits sous Merodach-baladan II situés devant celle-ci, dédiés aux divinités principales de l'Eanna, Ishtar (é-nir-gál-an-na, « Maison du prince du Ciel ») et Nanaya (é-hi-li-an-na, « Maison de la luxuriance du Ciel »). Un troisième a été fouillé dans le mur d'enceinte situé au nord-est de la ziggurat. Ils ont tous un plan « babylonien » classique caractérisé par la succession alignée cour-vestibule-cella. Dans le côté opposé de la grande cour (au nord) se trouve un bâtiment où ont été retrouvées les archives du temple. Cette zone comprend des bâtiments connus par les textes cultuels qui n'ont pas pu être localisés de façon assurée, comme le bīt hilṣi et le bīt terêt, ce dernier servant peut-être pour des oracles. La deuxième grande cour, sans doute le « parvis inférieur » (kisallu elû), située à l'est de la première, abrite le temple de Kara-indash qui est toujours en usage. Il est bordé par un temple dédié à Ningishzida, inclus dans l'enceinte, qui n'a été dégagé que de façon incomplète, mais semble avoir été de plan classique. Au sud, les deux cours sont bordées par d'autres cours plus petites délimitées par une enceinte extérieure. Le complexe sacré est entouré de zones résidentielles denses, où vivent notamment ses desservants,.

### La vie religieuse d'Uruk: divinités et culte
La vie religieuse d'Uruk est comme aux autres périodes dominée par sa divinité majeure, Ishtar. Sa relation avec l'autre grand dieu de la ville, le dieu du Ciel Anu, n'est pas claire : bien qu'elle soit couramment présentée comme la fille du dieu-lune Sîn, lui-même petit-fils d'Anu, d'autres traditions en font la fille d'Anu, voire sa compagne. Dans les textes cultuels et même mythologiques, elle occupe constamment une place prépondérante par rapport à l'autre grand dieu, plutôt présenté comme une divinité patriarcale ancienne au rôle effacé. Le temple d'Ishtar est alors prépondérant, et c'est donc le culte de cette déesse qui est le plus important et qui se voit le plus dans les textes qui proviennent de l'Eanna. Ishtar d'Uruk y apparaît sous l'épithète de « Dame d'Uruk », alors que la seconde divinité principale du sanctuaire, Nanaya, est dite « Reine d'Uruk », suivant une bipartition entre deux déesses tutélaires qui se retrouve à Babylone et à Nippur à la même période. Une troisième déesse, Bēltu-ša-Rēš, complète cette triade de déesses tutélaires de l'Eanna qui sont peut-être toutes considérées comme des hypostases d'Ishtar. D'autres temples du secteur de l'Eanna hébergent d'autres divinités, formant une sorte de cour auprès des déesses majeures, et d'autres sanctuaires se trouvent dans le reste de la ville, consacrés notamment à Nergal, Ninurta, ou encore Marduk qui occupe une position plus importante à l'époque de l'empire babylonien en tant que divinité patronne de cet État.
Les offrandes reçues par les deux grandes déesses de l'Eanna sont riches et variées : des denrées alimentaires, des vêtements et bijoux pour orner leurs statues, des meubles et autres objets, etc.. Les offrandes alimentaires quotidiennes d'Ishtar sont particulièrement impressionnantes, puisqu'il a été évalué quelles nécessitent 360 litres d'orge et 66 de froment, soit de quoi subvenir aux besoins journaliers de 100 personnes suivant les rations alimentaires de l'époque. Elle reçoit également des animaux, notamment des moutons et des bœufs, et des boissons. Ces offrandes alimentaires sont en fait redistribuées au personnel cultuel et au roi qui a la meilleure part, en tant que premier pourvoyeur du culte. Toutes ces offrandes nécessitent la participation d'artisans, de brasseurs, de cuisiniers, et d'un personnel spécialisé dans l'exécution des rituels quotidiens, le tout constituant une vaste population gravitant autour du temple. Les charges de culte peuvent mobiliser leurs détenteurs en permanence, ou bien être divisées en portions de services ne requérant leur participation que quelques jours voire une partie de la journée, suivant le principe des prébendes. Chacune de ces charges implique des revenus ou l'attribution de terres, la participation au culte étant alors un moyen d'enrichissement et de prestige pour les élites locales.

### L'administration et les activités économiques du temple
Un lot d'archives conséquent a été exhumé lors des fouilles clandestines dans l'Eanna, nous informant sur les activités économiques du temple aux VIIe – VIe siècles (d'environ 650 à 500 av. J.-C.). Elles sont constituées d'au moins 10 000 tablettes et fragments, dans les pièces bordant la cour principale du sanctuaire (au nord-est). Il s'agit pour l'essentiel de tablettes administratives, notamment des listes d'offrandes, les tablettes littéraires étant environ 250. Autour de 2 000 tablettes provenant de fouilles clandestines semblent également provenir de l'Eanna, comprenant des tablettes administratives similaires, et environ 400 lettres.
Le temple est alors le principal acteur économique de la région d'Uruk. Sa gestion est assurée par un intendant en chef (šatammu), et un délégué en chef (qīpu), assistés par le « scribe de l'Eanna » (ṭupšar Eanna), qui dirige les scribes du temple et qui est une spécificité locale. Ce dernier est écarté sous le règne de Nabonide au profit d'un agent royal qui surveille les activités du temple : le contrôle du pouvoir sur le sanctuaire se renforce donc (le roi nomme également un agent chargé de gérer sa propre caisse servant au financement de l'Eanna). Ces administrateurs ont avant tout la gestion des affaires économiques du sanctuaire. Ils s'occupent également d'autres temples dont la gestion leur a été concédée. Le personnel religieux chargé du culte (ērib bīti) est quant à lui supervisé par un Grand prêtre. Ces personnages ont tous une grande importance dans la vie de la cité d'Uruk. Ils se succèdent souvent à un même poste au sein de dynasties familiales, comme celles des descendants de Dabibi (souvent scribes de l'Eanna) et Sîn-leqi-unninni (dont une branche se spécialise dans la gestion du bétail du temple).
Il a été évalué que l'Eanna possède selon les estimations entre 10 000 et 17 000 hectares de terres cultivables. Celles-ci s'étendent grâce à des donations, avant tout celles faites par les souverains. Ses palmeraies sont particulièrement bien connues : le temple en possède jusque dans la ville même, et elles lui rapporteraient environ 18 000 hectolitres de dattes par an. Elles sont concédées en fermage et exploitées par des « jardiniers » (nukurribu) salariés. Les champs céréaliers, qui représentent la majorité des terres du temple, sont quant à eux exploités par des « laboureurs » (ikkribu) sous contrat de fermage avec le temple, ou de façon directe par le biais de dépendants du temple, des « oblats » (širku), une catégorie sociale semi-libre (qui peut être rapprochée d'une forme de servage) organisée en équipes de labour dirigées par des chefs. La gestion des terres du temple est en partie supervisée par le personnage chargé de l'irrigation (gugallu), qui coordonne également les travaux agricoles avec ses assistants. Certains champs peuvent également être octroyés à des personnes indépendantes du temple contre redevance. Les agents du temple estiment les rendements attendus à partir desquels ils déterminent la redevance à verser par les divers locataires des terres. Un dernier système d'attribution des terres est connu à partir du règne de Nabonide, la « ferme générale », cas dans lequel un domaine de taille importante est concédé contre redevance à des notables (parfois issus du personnel cultuel) qui doivent le faire exploiter par leurs propres moyens humains et matériels.
L'Eanna dispose également de nombreux troupeaux, avant tout d'ovins (plus de 100 000 selon les estimations), destinés à produire de la laine et à être sacrifiés aux dieux. Ils sont envoyés en saison chaude vers les zones de pâtures situées sur le Haut Tigre, dans la région de Takrit, sous la direction de pasteurs (rē'û) et la surveillance d'archers rétribués par le temple. Les éleveurs passent un contrat avec le temple qui implique qu'ils remettent une quantité déterminée d'animaux et de laine. Les jeunes agneaux servent souvent pour les sacrifices. La laine fait quant à elle l'objet de ventes, et c'est sans doute par ce biais que le temple se procure la majeure partie de son argent. Les bœufs, quoique sacrifiés également, sont avant tout élevés pour être des animaux de trait. L'Eanna dispose également d'une grande quantité de volaille, servant pour les offrandes, confiées là aussi à des éleveurs sous contrat.
La campagne urukéenne est alors une zone irriguée riche, parcourue par plusieurs canaux servant également pour le transport fluvial quand le niveau de l'eau est suffisamment haut. Le principal est le « Canal du Roi », un ancien bras naturel de l'Euphrate devenu un cours d'eau artificiel après le déplacement du cours du fleuve, joignant la ville par le nord-ouest ; le second grand canal est le Takkiru, qui semble venir du sud-ouest ou de l'ouest. Plusieurs canaux secondaires sont dérivés de ces cours principaux pour arroser Uruk et la campagne environnante. Le Canal du Roi parvient dans la ville jusqu'au « quai de l'Eanna », à proximité du complexe cultuel. L'espace urbain est alors loin d'être recouvert par l'urbanisation, puisque des champs et des marais se trouvent à l'intérieur des murailles.
Le temple d'Ishtar est également actif dans d'autres activités. Il commandite des opérations commerciales à longue distance, confiées à des marchands, qui sont indépendants du temple et s'organisent dans des sortes de firmes commerciales. Leur sont confiés des achats à effectuer avec de l'argent pour ceux-ci, et aussi une autre somme sous forme d'un prêt commercial à intérêt pour que les marchands puissent profiter du voyage pour réaliser des affaires pour leur propre compte. Le trajet le mieux connu est celui qui relie Uruk aux cités marchandes du Levant. À une échelle locale, les marchands se chargent d'écouler les surplus agricoles du temple.
L'Eanna embauche également des artisans pour la confection d'objets du culte et d'autres servant pour le fonctionnement courant du temple. Il confie la matière première à l'artisan pour qu'il effectue la tâche, et lors de la livraison les gestionnaires du temple inspectent le produit fini et vérifient que les matières premières aient bien été utilisées, des cas de vols de matières premières par des artisans étant attestés par les textes juridiques. Les artisans sont notamment des orfèvres (kuttimu) et joailliers (kabšarru) chargés de travailler les pierres et les métaux précieux, aussi de charpentiers (nagāru) pour la réalisation de meubles et vantaux de portes, ainsi que de tailleurs de pierre/lapicides (purkullu), pour le travail des pierres précieuses, sceaux-cylindres et plus largement les pierres. Les artisans les plus expérimentés sont qualifiés de « maîtres » (ūmmanu) et sont des hommes libres tenus en haute estime, même si d'autres appartiennent aux oblats du temple. Certains de ces artisans se déplacent dans d'autres villes pour obtenir de la matière première. Ils sont organisés comme les autres travailleurs des temples en unité ayant un chef, responsable devant les autorités du temple, organisation qui ne constitue pas à proprement parler une « guilde », et en général il est attendu qu'ils travaillent exclusivement pour le sanctuaire (sans doute là aussi pour éviter les détournements de matière première). D'autres artisans sont spécialisés dans la confection des vêtements des statues de culte, comme les tisserands (išparu), à qui sont fournis de la laine et du lin, parfois teints (« multicolores », birmi), des blanchisseurs (pūṣāyu) blanchissent les fibres de lin et les tissent, tandis que des laveurs (ašlāku) prennent en charge le nettoyage des vêtements employés dans le culte. Le temple emploie également des artisans spécialisés dans la fourniture d'aliments et de boissons aux dieux (boulangers, brasseurs, presseurs d'huile), des potiers, des forgerons, des vanniers. Plusieurs de ces charges étant en fait inscrites dans un cadre cultuel, elles sont rémunérées suivant le principe de la prébende et dotées de plus de prestige, mais la plupart des métiers artisanaux sont accomplis par des oblats ou des travailleurs libres, rémunérés par des rations.
Enfin, d'autres tablettes montrent que le temple possède plusieurs résidences urbaines qu'il loue à des artisans ou certains de ses dépendants, le prélèvement des loyers étant confié à des entrepreneurs indépendants.
Des lots d'archives privées de la même période, bien plus modestes que les archives du temple, fournissent d'autres informations sur la vie économique de la période : 32 tablettes, surtout des contrats de prêt et de vente de champ, de la famille Shamshea, pour la période 700 à 593 ; 81 tablettes de la famille du cuisinier du temple Bel-suppê-muhur, sur la période de 570 à 546, surtout des contrats de prébende ; 202 tablettes de Nabû-etir-napshati, un membre de la famille des Egibi, originaire de Babylone, datées de la seconde moitié du VIe siècle av. J.-C., surtout des contrats de prêt ; sept tablettes des fils de Bel-ushalim, de la famille Kuri, des prêts et divisions d'héritage, de la période 626-601.

Tablettes des archives néo-babyloniennes d'Uruk, musée du Louvre.
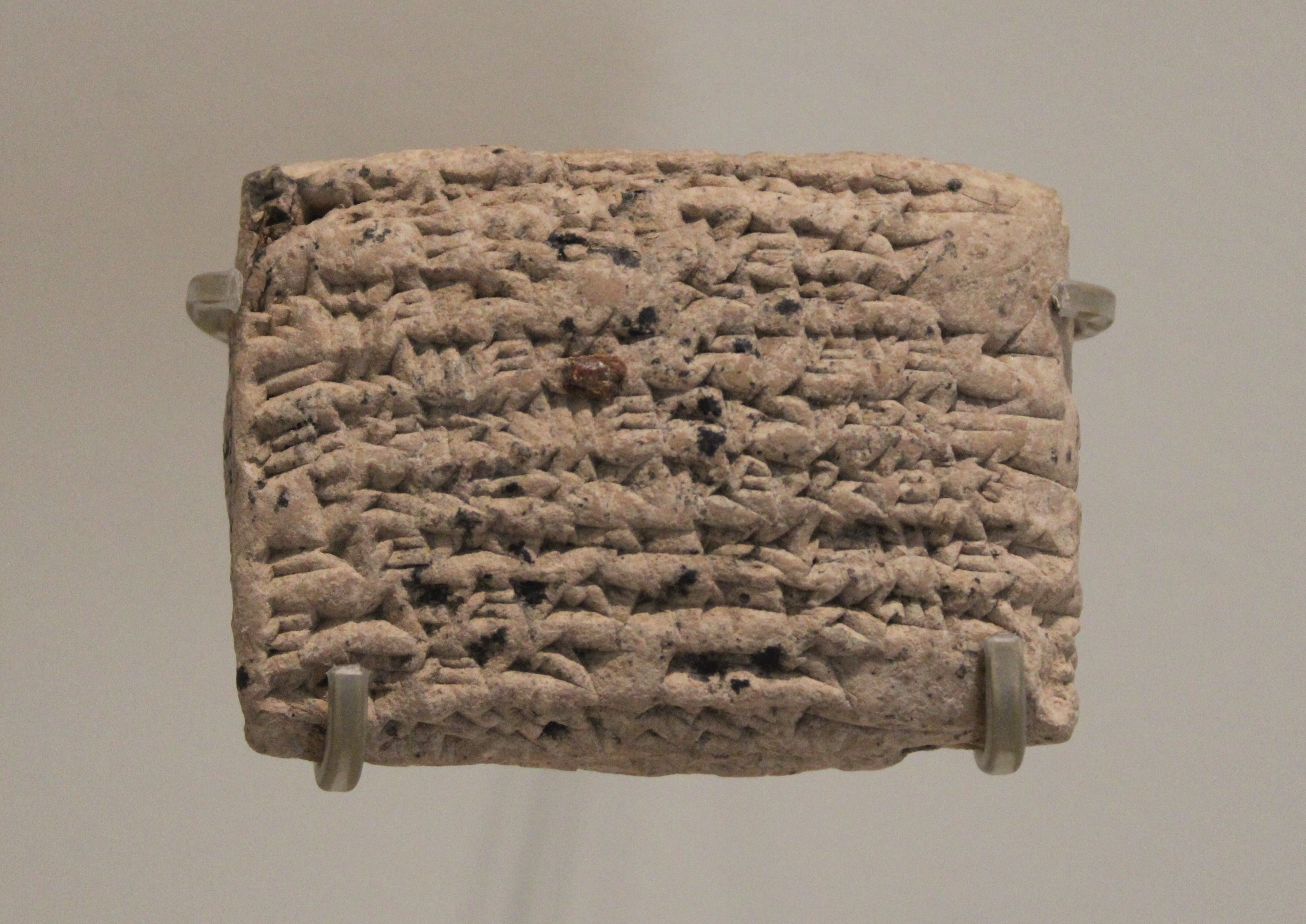
Texte documentant l'activité d'un marchand babylonien faisant le commerce de produits d’Égypte et du Liban : « lapis lazuli » (sans doute du bleu égyptien), métaux (cuivre, fer, étain), teintures, alun, laine bleu-pourpre, résine, vin, miel, etc. 5e année du règne de Nabonide (551 av. J.-C.).
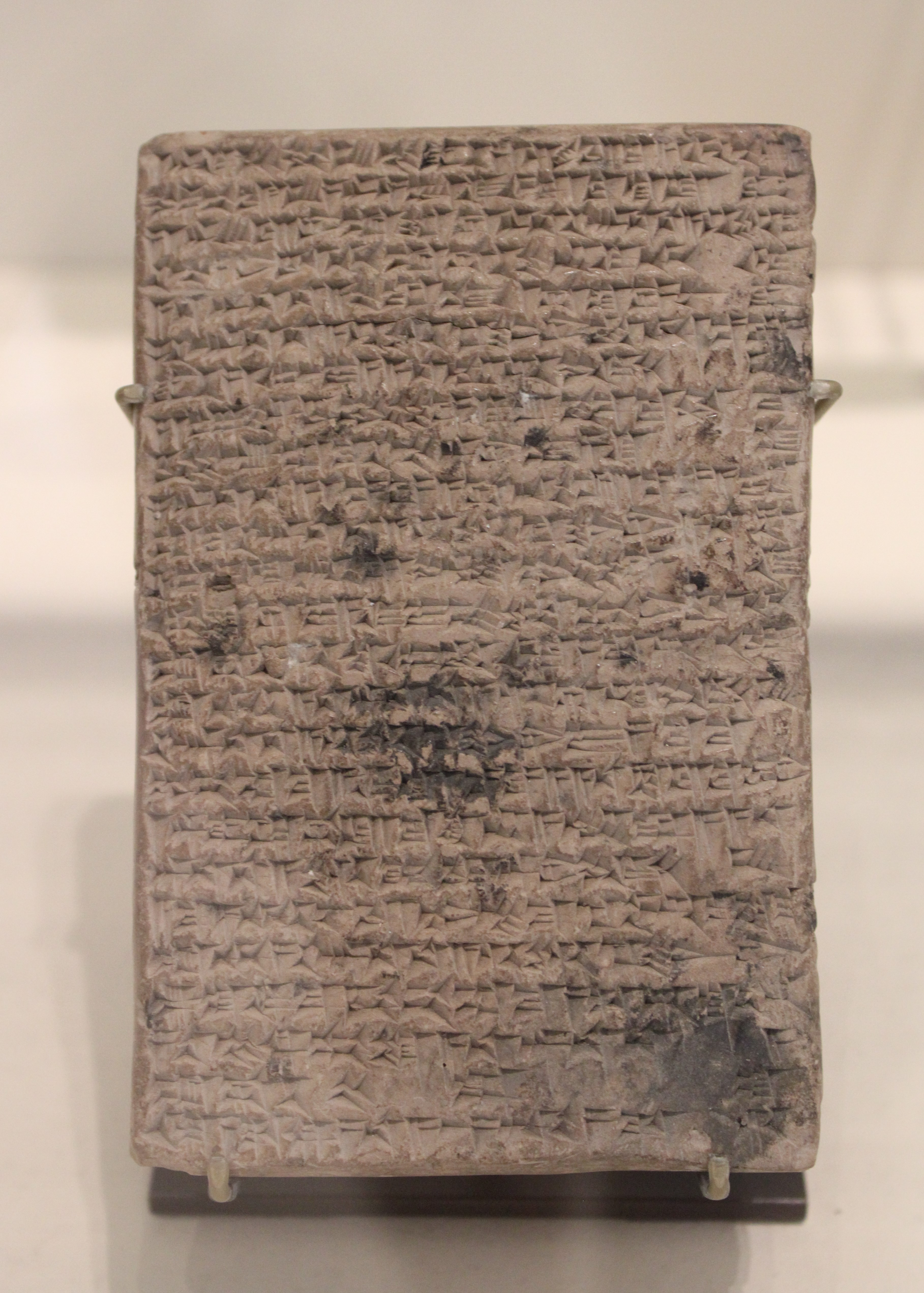
Compte-rendu de procès concernant le sort d'une oblate appartenant à l'Eanna, portant à la main une mention akkadienne de son appartenance « à Ishtar d'Uruk », et une inscription araméenne antérieure la vouant à la déesse Nanaya. Elle est réclamée par un dénommé Nûrea, qui est finalement débouté après expertise. 17e année du règne de Nabonide (539 av. J.-C.).
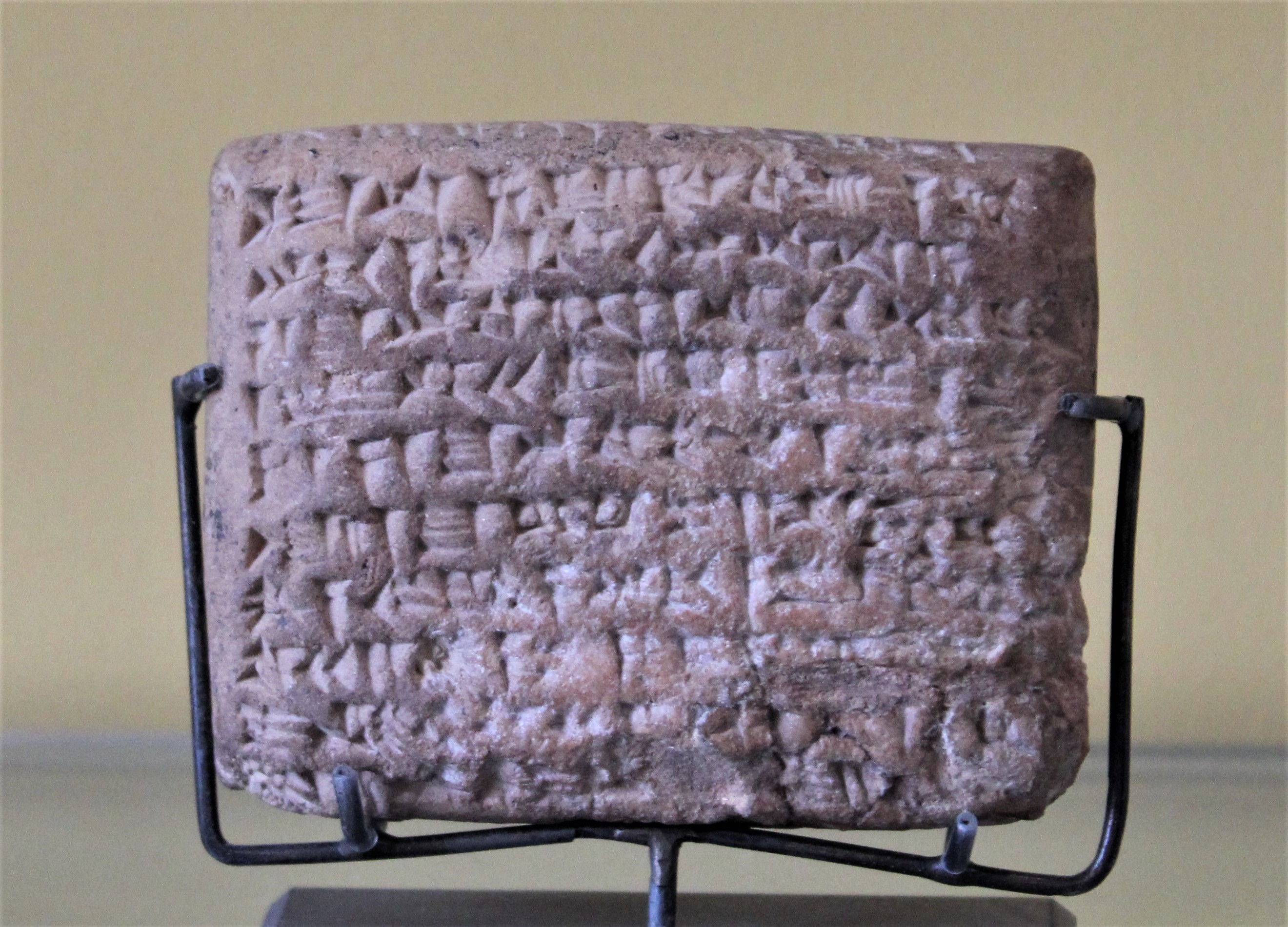
Contrat, règlement d'une créance, avec un résumé en alphabet araméen. 6e année du règne de Cyrus II de Perse en Babylonie (533 av. J.-C.).
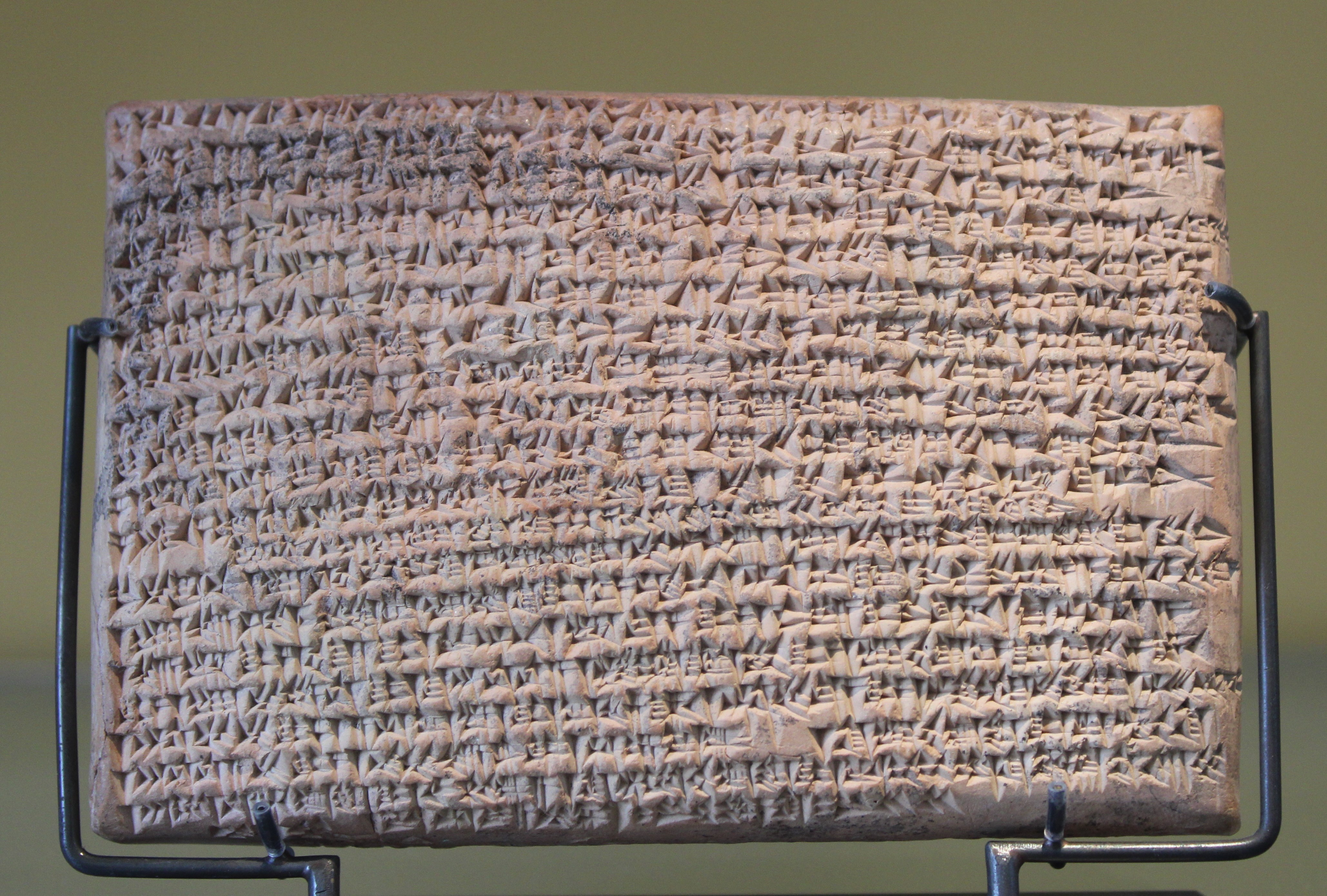
Procès-verbal d'une décision de justice rendue par l'assemblée de notables de Babylone et d'Uruk, dépossédant le fermier-général Gimillu de sa ferme, pour l'attribuer à Bêl-Gimilanni, « chargé de la cassette » de l'Eanna. 2e année du règne de Darius Ier (520 av. J.-C.), mois Tammuz, 13e jour.

## La prépondérance du temple d'Anu durant la période tardive (v. 350-100 av. J.-C.)

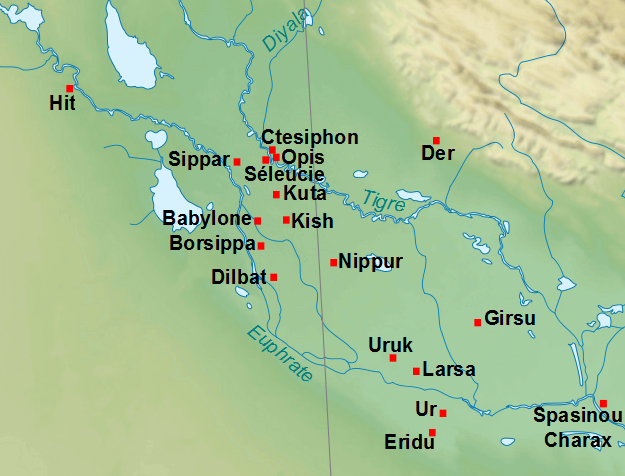
Uruk et les principales villes de la Babylonie tardive.

Sous la domination achéménide (539-330), l'Eanna perd sa prépondérance dans la cité d'Uruk au profit du sanctuaire d'Anu, le Bit Resh. Celui-ci tend à concentrer la gestion de l'essentiel du culte des sanctuaires de la ville d'Uruk, dont l'Eanna. Son apogée est évident dans les archives de la période hellénistique (domination des Séleucides, IIIe – IIe siècles) qui nous sont parvenues de la cité. Les périodes de domination séleucide et parthe voient le sud de la Basse Mésopotamie connaître une croissance démographique et économique importante. Uruk, la plus grande cité de la région et sans doute son centre administratif, en profite beaucoup : suivant les prospections, elle est alors occupée sur environ 300 hectares, et des espaces résidentiels et artisanaux ont été identifiés en plusieurs endroits du site. Elle dispose apparemment d'un statut particulier sous les Séleucides, ces rois nommant directement son gouverneur.

### Un nouveau contexte religieux

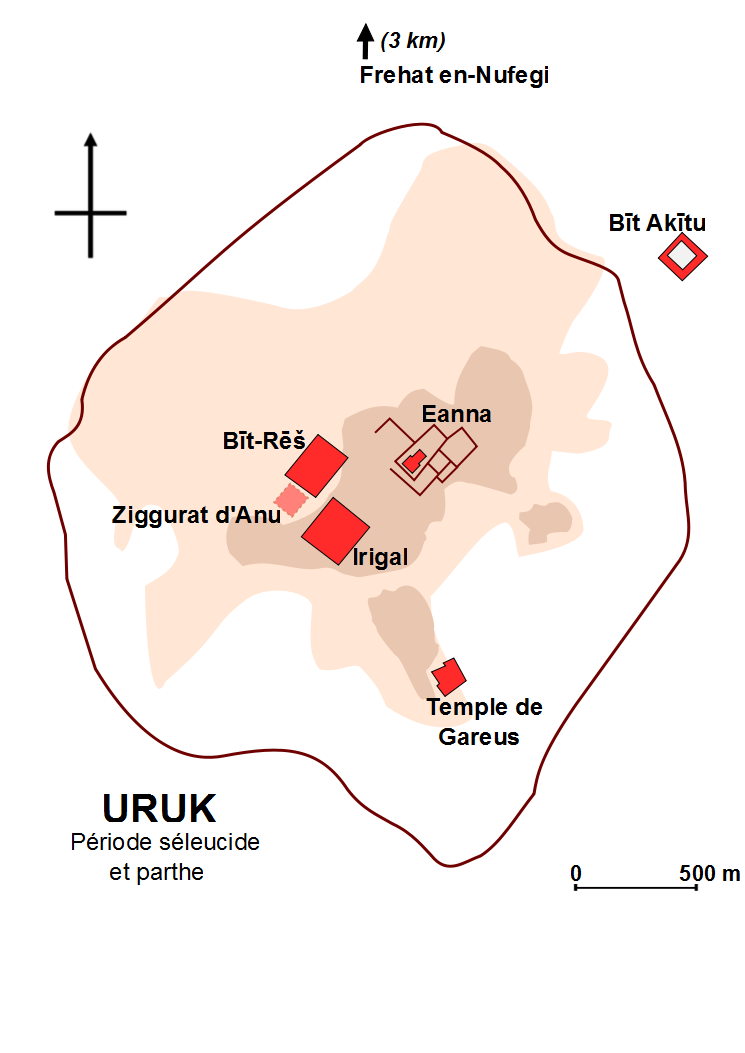
Plan simplifié de localisation des principaux sanctuaires d'Uruk aux périodes séleucide et parthe.

La fin de l'empire babylonien et le début de l'empire perse voient le contexte religieux d'Uruk se modifier profondément : les archives de l'Eanna cessent vers la fin du règne de Darius Ier et le début de celui de Xerxès Ier, peut-être en lien avec la répression d'une révolte dans la région par ce dernier, événement sur la réalité duquel les spécialistes débattent. Quoi qu'il en soit, la figure majeure du panthéon d'Uruk à la période suivante (et peut-être dès le milieu du IVe siècle) est Anu, associé à sa parèdre Antu, alors qu'Ishtar et Nanaya restent importantes mais subordonnées à cette nouvelle paire majeure. Anu prend alors à Uruk les traits d'une divinité suprême, chef des dieux, similaires à ceux de Marduk durant l'empire babylonien. Il se pourrait que le retrait de l'influence babylonienne sur la ville après la chute de l'empire ait entraîné une réaction à Uruk, où l'affirmation d'une vieille divinité locale servirait à marquer l'autonomie nouvelle face à l'ancienne puissance dominante, accompagnant le développement économique de la ville. L'Eanna est restauré et continue de fonctionner, mais il perd de l'importance et son culte est dirigé par le nouveau temple d'Anu et d'Antum, le Bit Resh (Bīt Rēš ou é-sag, quelque chose comme « Maison (qui a la) primauté »), où le culte principal d'Ishtar et Nanaya est transporté. Le temple d'Anu centralise également le culte du grand temple de la ville voisine de Larsa, l'Ebabbar du dieu-soleil Shamash.
Cette évolution s'accompagne d'un vaste programme de construction, au plus tard vers le milieu du IIIe siècle (il est évoqué dans une inscription d'Anu-uballit/Nikarchos datée de 244), qui est aussi la dernière réalisation d'un sanctuaire de tradition mésopotamienne connue. Il est partagé entre Anu et sa parèdre Antu et les déesses Ishtar et Nanaya, qui occupent les deux grands ensembles du complexe. Le Bit Resh à proprement parler, dédié aux deux premiers, occupe un espace de 213 × 167 mètres, comprenant en tout plus de 22 chapelles. Il est organisé autour d'au moins neuf cours. Le sanctuaire des deux divinités principales est un bâtiment de 74,60 × 52,75 mètres. Une large ziggurat (é-šár-ra, « Maison de la totalité (de l'Univers) ») de base carrée d'environ 110 mètres de côté au sol, dont il ne reste aujourd'hui que peu de traces, domine le tout. Au sud, une autre grande construction est érigée à la même période, l'Irigal, protégé par une enceinte intérieure de 205 × 198 mètres, où sont notamment vénérées Ishtar et Nanaya. Il est restauré en 201 par le gouverneur de la cité, Anu-uballit, qui porte aussi le nom grec Kephalôn. À l'extérieur de la ville, au nord-est, un temple dédié à une fête religieuse, le Bit Akitu (Bīt akītu, « Maison de l'akītu »), est construit vers la même période. Il est de plan carré, de 140 mètres de côté et est organisé autour d'une grande cour de 90 mètres de côté, ouvrant sur une vaste pièce de 31,5 mètres de long servant pour la fête akītu. Un texte montre ainsi une procession partant du Bit Resh et rejoignant Bit Akitu lors d'une telle cérémonie.
Le culte d'Uruk à la période hellénistique est bien connu grâce aux textes cultuels de cette époque qui ont été mis au jour dans le temple et dans des bibliothèques privées. Les rituels liés au culte d'Anu et d'Antu suivent l'antique tradition mésopotamienne, même si de nouveaux rituels se constituent aux côtés d'autres plus anciens, bien qu'il soit difficile de savoir si tous les rituels recopiés étaient effectivement pratiqués. À côté des rituels d'offrandes quotidiennes, plusieurs fêtes rythment l'année liturgique. Ainsi, une fête nocturne appelée bayātu (quelque chose comme « veillée » ou « vigile ») est dédiée au couple divin ; sa fonction est peut-être d'assurer la pérennité de la lumière dans un feu sacré, en lien avec les astres auxquels les deux divinités sont assimilés. Après des libations et des sacrifices effectués dans une cour du temple, des prêtres montent sur le sommet de la ziggurat et attendent l'apparition des étoiles divines pour entonner des chants liturgiques puis effectuer d'autres sacrifices avant d'allumer une torche transportant un feu sacré, à laquelle on a effectué un « lavage de bouche », rituel servant à insuffler de la vie dans des objets sacrés. Le feu sacré est ensuite transporté dans d'autres endroits du temple, puis éteint, et le rituel se poursuit dans le reste de la ville où des torches sont allumées en différents endroits jusqu'à l'aube, servant peut-être à purifier les lieux. Toute la communauté se retrouve donc autour du culte des divinités principales à cette occasion.

### Les élites d'Uruk
Uruk est donc aux IIIe – IIe siècles une ville disposant d'une relative autonomie, autour de ses institutions héritées des périodes plus anciennes et adaptées au nouveau contexte de l'empire séleucide, qui leur laisse manifestement plus de libertés que l'empire néo-babylonien, voire celui des Achéménides (mais cette dernière période est mal connue). La ville est dirigée par un groupe de plusieurs familles constituant les élites locales, impliquées dans l'administration de la cité et/ou du temple d'Anu (les deux se confondant), et bien connues grâce aux sources écrites cunéiformes de cette période. Souvent ces familles étaient déjà présentes durant la période de l'empire néo-babylonien. Elles sont toutes liées au temple, que ce soit par la détention de charges administratives ou cultuelles, qui donnent droit à des revenus, notamment ceux associés à des prébendes qui sont cumulables et peuvent fournir l'occasion de disposer de plusieurs terres. Ces activités sont souvent combinées à des affaires menées en dehors du cadre du temple, notamment la possession et la location de terrains ou de maisons. Ces familles sont nommées en fonction d'un ancêtre fondateur qui est parfois un personnage légendaire. La famille de Sîn-leqe-uninni, déjà liée à l'Eanna à la période précédente, qui fournit une dynastie de lamentateurs (kalû) au temple d'Anu, se rattache ainsi à la personne qui aurait rédigé la version finale de l'Épopée de Gilgamesh à la fin du IIe millénaire. Une autre famille riche est celle des descendants de Hunzu, qui dispose d'un patrimoine diversifié et de charges importantes. Toutes ces familles sont liées par des relations matrimoniales ou professionnelles.
Le plus puissant groupe familial est celui des descendants d'Ah'ûtu, dont Anu-uballit qui porte aussi le nom grec de Kephalôn, ou son frère Anu-belshunu, contemporains d'Antiochos III. Ils ont un riche patrimoine et sont impliqués dans l'administration de la cité. Cette famille dispose des plus hautes charges administratives, à savoir celle de gouverneur (šaknu, correspondant au grec epistates) au nom du roi séleucide qui le nomme en personne, et celle de dirigeant des affaires du temple et de la ville, charge tantôt nommée « chef des officiers de la ville » (rab ša rēš āli) ou « préposé aux affaires du temple » (paqdu ou ša bīt ilāni). Un autre personnage local important ayant vécu plus tôt porte aussi le nom akkadien Anu-uballiṭ et le nom grec Nikarchos, qu'il a reçu par décret du roi Antiochos II. Ces personnages issus de l'élite locale servent donc de relais avec le pouvoir central, et l'usage de deux noms illustre cette double identité. Le pouvoir royal est aussi représenté sur place par un « chreophylax d'Orchoï » connu par des empreintes de sceaux, chargé notamment du prélèvement des taxes. Les textes mentionnent l'existence d'un « palais royal » (bīt šarri) dans la ville, mais il n'a pas été retrouvé sur place. La question de savoir si ces relations poussées avec le pouvoir séleucide et cette hellénisation des élites d'Uruk pourraient indiquer le fait que la ville ait alors reçu le statut de cité grecque (polis) reste en débat.
Une autre manifestation d'un pouvoir local se repère en périphérie d'Uruk, dans des tombes retrouvées sous deux tumuli mis au jour à Frehat en-Nufegi, auparavant datés de la période parthe mais qui ont depuis été remontés à la période séleucide. Leur riche matériel funéraire illustre la puissance des personnes qui y reposent, qui ont atteint un niveau de richesse et de prestige important. Il s'agit d'un des lieux urukéens où se retrouve le plus l'influence grecque, puisqu'on y a mis au jour une amphore à vin, des strigiles, et une couronne de type grec constituée de lamelles d'or en forme de feuilles d'olivier. L'identité des occupants de ces sépultures est inconnue ; en l'état actuel des connaissances, les meilleurs candidats restent des hauts administrateurs issus d'une grande famille locale et proches du pouvoir royal, à savoir les deux Anu-uballit dont le rôle a pu être celui de quasi-princes locaux, comme l'illustre l'implication de l'un d'entre eux dans la restauration d'un sanctuaire et leur volonté de se rapprocher du modèle grec par l'adoption d'un nom dans cette langue.

### Un des derniers foyers de la culture mésopotamienne antique
Si Uruk est connu pour être l'endroit où les plus vieilles formes de l'écriture mésopotamienne sont attestées, c'est aussi l'un des derniers endroits où la pratique de celle-ci est connue avec Babylone.
Plusieurs lots de tablettes de la période séleucide ont été mis au jour à Uruk, et ont été qualifiés de bibliothèques en raison de leur contenu rituel, technique et littéraire. Ils ont été pour la plupart trouvés en deux endroits différents. Le premier groupe provient du Bit Resh, où une partie des tablettes a été trouvée lors de fouilles clandestines, avant que les fouilles régulières ne repèrent une salle servant de bibliothèque dans la partie sud-est du temple. Il s'agit de tablettes de prêtres-lamentateurs (kalû), qui occupent une place majeure dans les rituels. Les prêtres dont les activités sont documentées ici sont les membres de la famille des descendants de Sîn-leqe-uninni, en premier lieu un dénommé Anu-belshunu, qui occupent cette charge depuis longtemps. Les tablettes du Bit Resh sont de nature variée : des textes mathématiques, astronomiques, mais aussi des rituels, ainsi que des textes privés conservés par les prêtres dans le temple, etc. L'autre groupe de textes provient de plusieurs niveaux d'une même résidence, occupée par des exorcistes (ašipu), en dernier lieu la famille des descendants d'Ekur-zakir, dont le membre le mieux connu est Iqishaya. Il s'agit là de tablettes essentiellement destinées à l'activité exorcistique, dont la famille détient la charge au Bit Resh sur plusieurs générations.
Les tablettes scolaires, rituelles et littéraires d'Uruk sont donc essentielles pour connaître les derniers traits de la culture mésopotamienne, et la façon dont elle est transmise au sein des familles de notables qui officiaient pour l'un des derniers grands sanctuaires de la région en activité. L'intérêt de ces textes pour l'histoire religieuse a déjà été évoqué, et à cela s'ajoute le fait que nombre d'entre eux donnent des renseignements sur les mathématiques et surtout l'astronomie/astrologie, discipline-reine des derniers lettrés mésopotamiens. Les tablettes sont souvent des textes scolaires, qui montrent que l'enseignement du cunéiforme et de sa culture s'effectuent à l'époque hellénistique comme durant les grands siècles de la culture mésopotamienne, en deux phases : d'abord l'apprentissage des bases de l'écriture par l'apprenti (šumallu) autour de quelques textes essentiels, notamment des listes lexicales ; puis un stade d'apprentissage spécialisé où l'étudiant se forme dans une des trois spécialités cultuelles qui dominent alors : devin, exorciste ou lamentateur. Le corpus de textes classiques ou canoniques de la tradition mésopotamienne se retrouve ainsi à Uruk, à savoir des listes lexicales et textes rituels ou techniques standardisés depuis les siècles précédents. Les savants d'Uruk pratiquent parfois une sorte de savoir ésotérique, en complexifiant l'écriture, en pratiquant un langage codé. Certains textes anciens, comme l'Épopée de Gilgamesh, sont remaniés et réinterprétés dans un sens différent à celui des périodes précédentes. La culture d'Uruk porte en fin de compte peu de traces d'hellénisation, malgré la rédaction de quelques textes dits « gréco-babyloniens », des listes lexicales ou textes savants comportant une partie en cunéiforme, et sa transcription (et non sa traduction) en caractères alphabétiques grecs, sans doute pour faciliter sa compréhension dans un monde où les utilisateurs du cunéiforme se raréfient face au triomphe des alphabets araméen et grec.

Tablettes savantes d'Uruk. Musée du Louvre
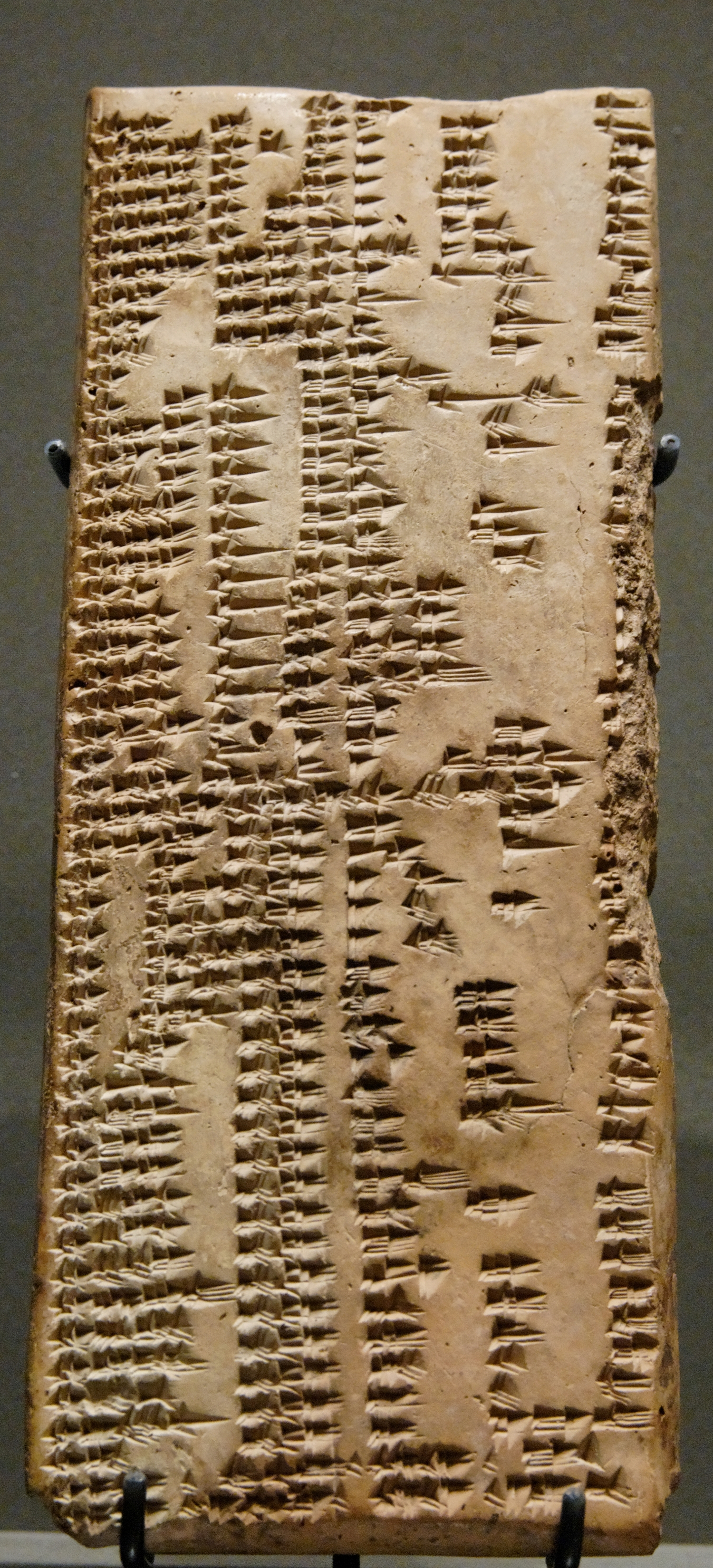
Seizième tablette de la liste Urra = hubullu sur les pierres et objets en pierre. Milieu du Ier millénaire av. J.-C.
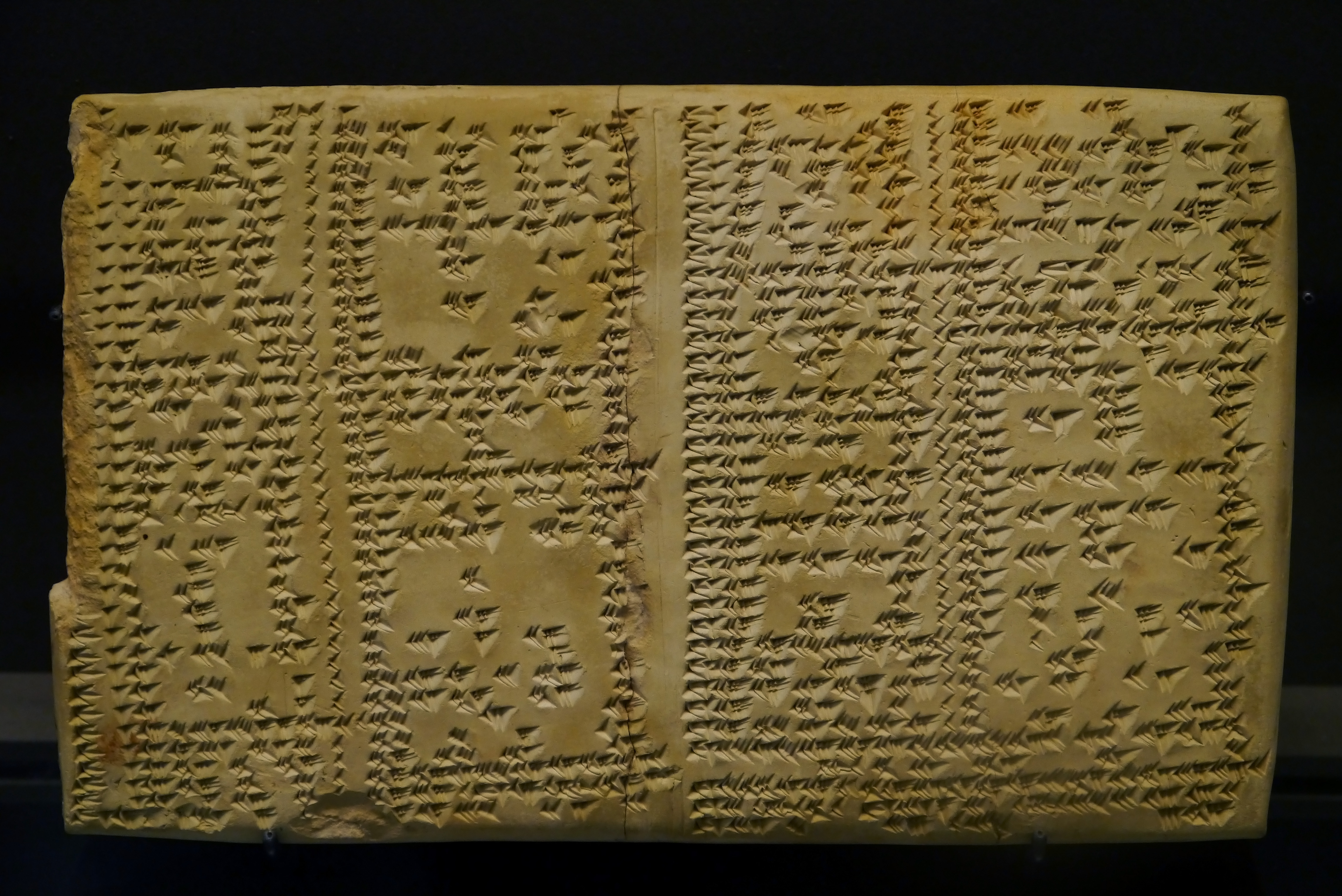
Table de division et de conversion des fractions.
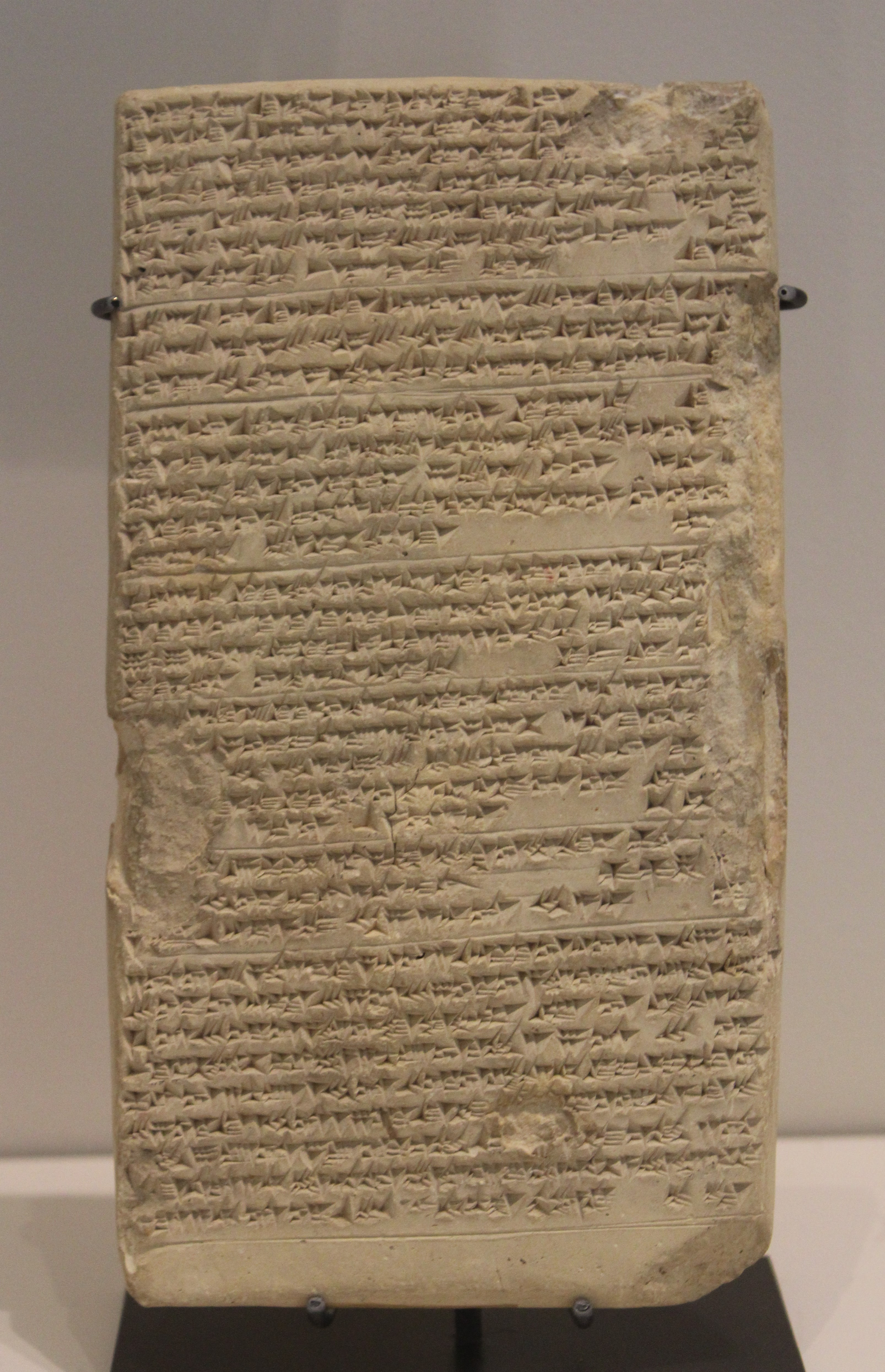
Tablette de l'Esagil : texte d'énoncé d'une problème mathématique, donnant les dimensions des deux grandes cours du temple Esagil de Babylone, puis de la ziggurat Etemenanki et ses sept étages. Copie d'Uruk (d'après un original de Borsippa), datée de la 83e année de l'ère séleucide, soit 229 av. J.-C.
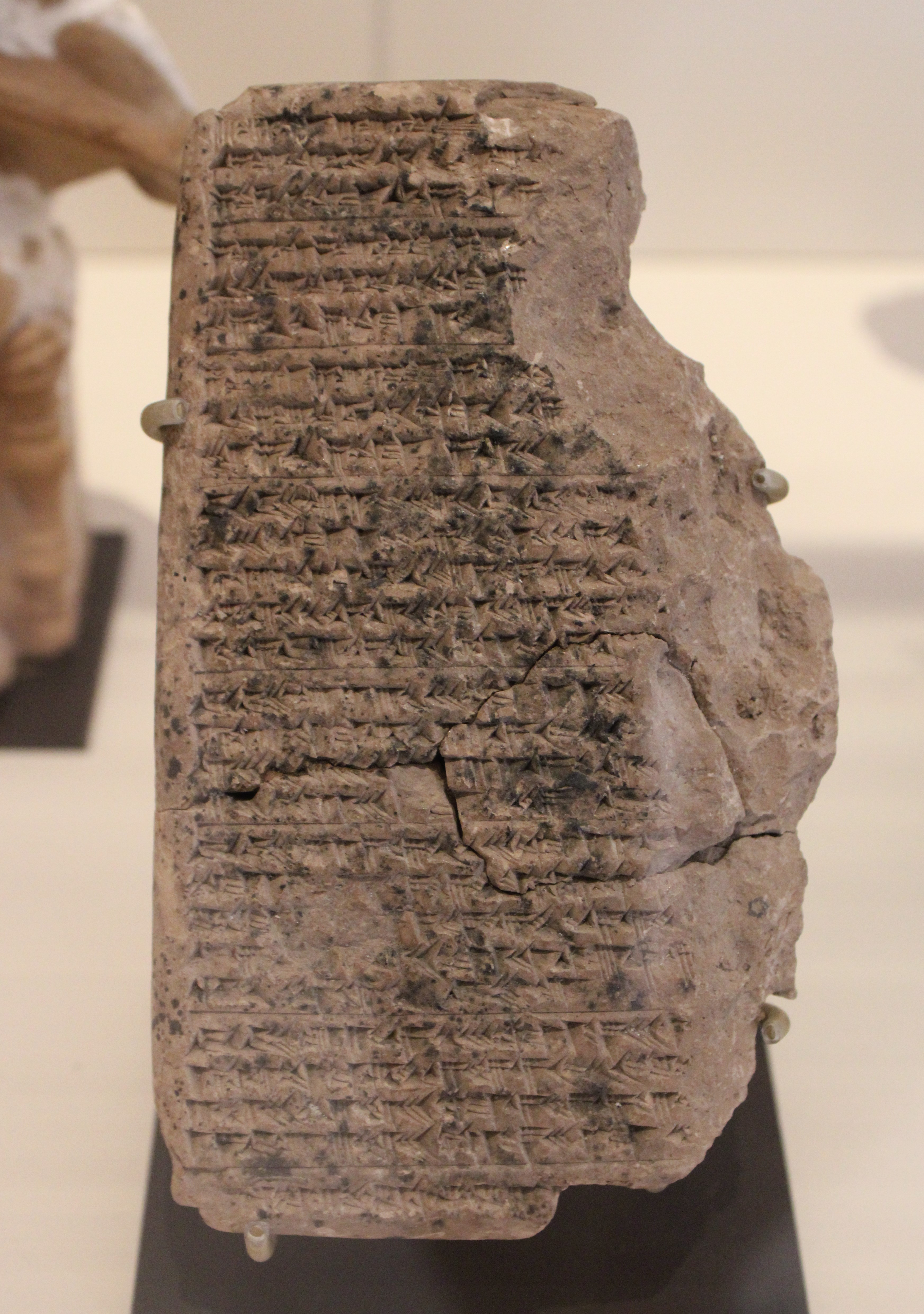
Texte cunéiforme mathématique, employant un signe pour zéro « de position » signifiant un espace vide, dont l'emploi devient courant durant la seconde moitié du Ier millénaire av. J.-C.. Période séleucide (311-141 av. J.-C.).
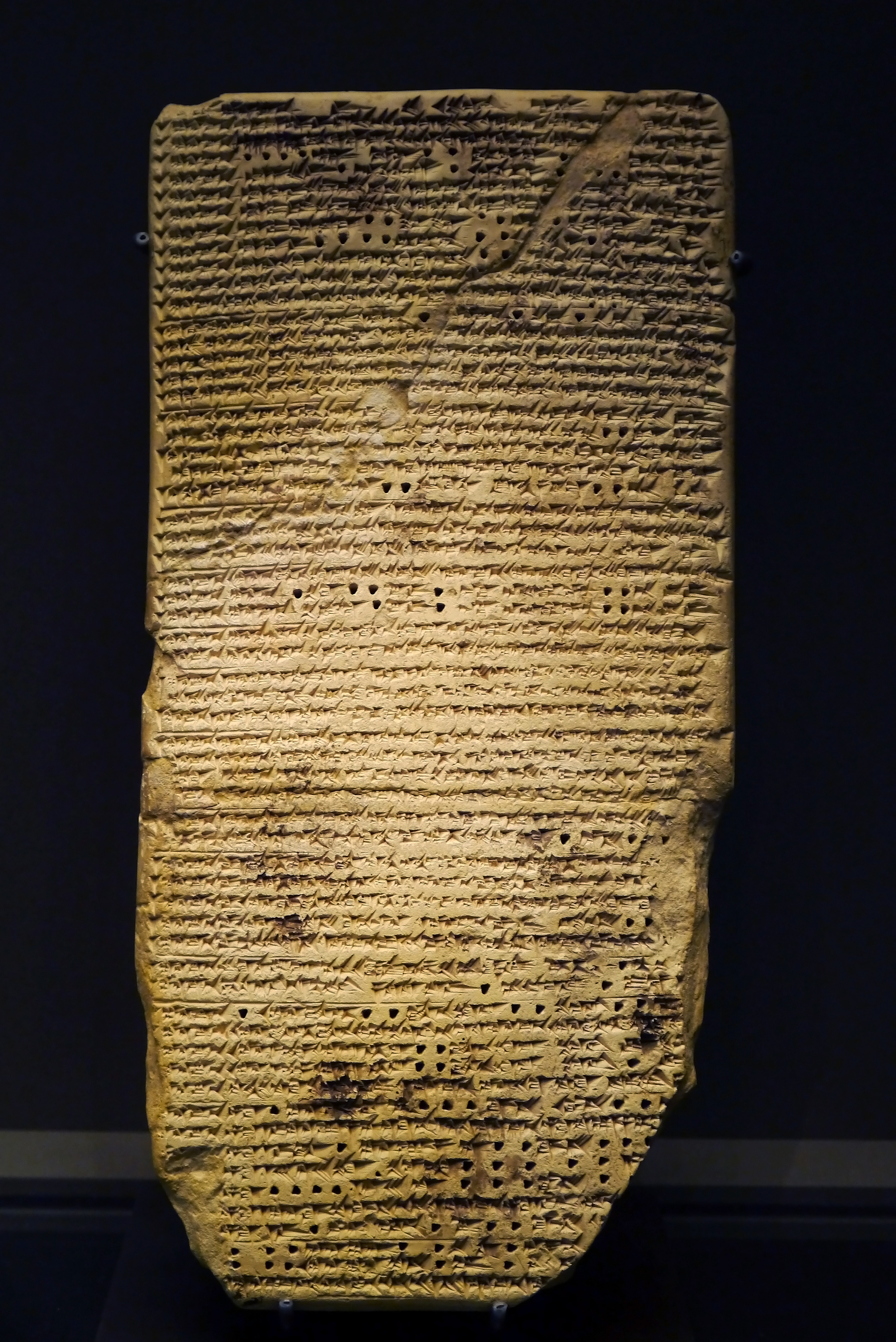
Tablette du traité d'astrologie Enūma Anu Enlil, 56e tablette : présages tirés de l'observation des astres errants (bibbu). IIIe siècle av. J.-C.
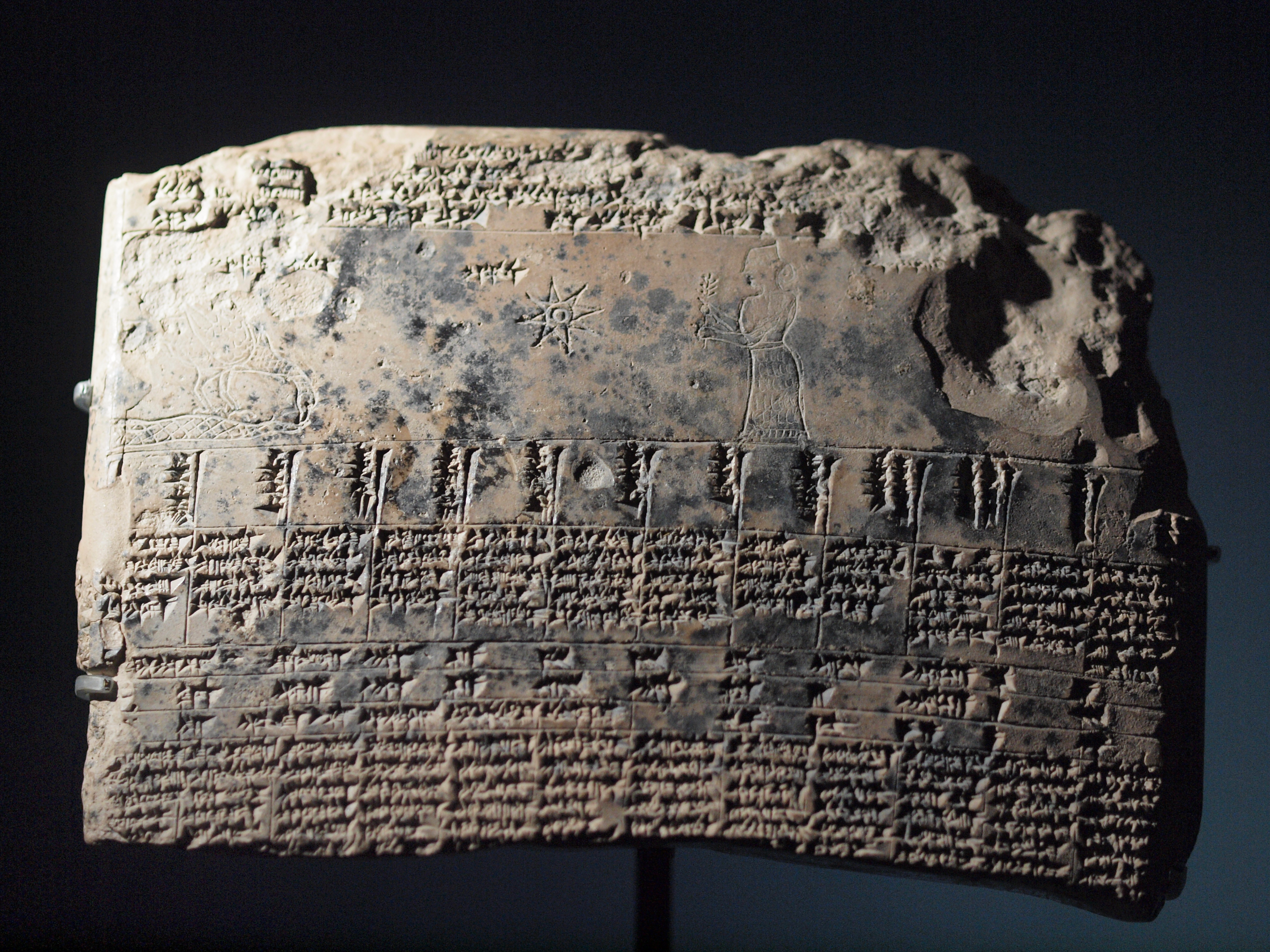
Calendrier zodiacal du cycle de la Vierge. Époque séleucide.

## Les dernières périodes
Sous la domination parthe (qui est définitive après 125 av. J.-C. et s'achève en 224 de notre ère), Uruk reste un grand centre provincial. Elle est peut-être incorporée dans le royaume de Characène, vassal des Parthes, mais y occuperait une position périphérique face à la capitale, Spasinou Charax, mieux située car disposant d'un accès direct sur le Golfe. La documentation cunéiforme s'arrête autour de 100 av. J.-C., un contrat daté de 108 av. J.-C. montrant que le temple d'Anu fonctionne encore. Un texte astronomique isolé daterait de 79/80 ap. J.-C., ce qui en ferait le plus récent texte cunéiforme connu. L'histoire de la ville par la suite est très mal connue et la ville semble décliner lentement, même si au tournant de notre ère le géographe Strabon connaît encore les habitants d'Uruk (en grec Orchènoï) comme étant un groupe parmi les prestigieux astronomes « chaldéens » (entendus comme les habitants de la Mésopotamie du sud). Une inscription isolée en grec du IIe siècle ap. J.-C. a été retrouvée sur le site mais n'apporte pas d'informations utiles.

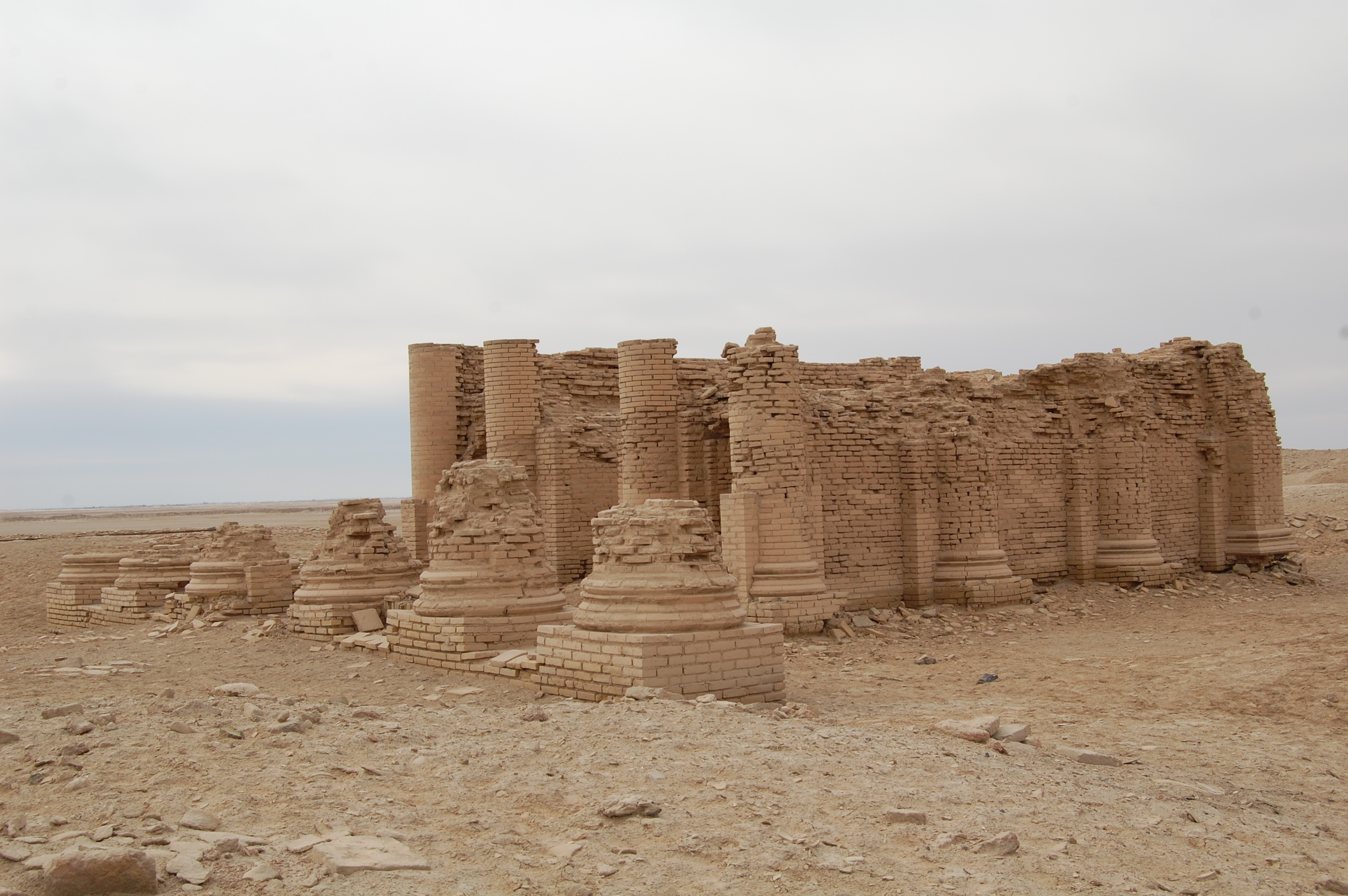
Ruines du temple de Gareus.

La construction la plus importante réalisée à la période parthe est plus tardive. Il s'agit d'un temple entouré d'une enceinte sacrée mesurant 60 × 63 mètres, construit aux alentours de 100 de notre ère, et qui reflète un mélange de traditions mésopotamiennes et gréco-romaines. D'après l'inscription en grec qui y a été retrouvée, il est dédié à une divinité inconnue par ailleurs, nommée Gareus, ce qui montre que le culte ancien a disparu. Il a été construit par un peuple nommé Dollamenoi, peut-être lié à un peuple du même nom que Strabon situe en Haute Mésopotamie, ce qui expliquerait alors ses ressemblances avec un temple contemporain retrouvé à Hatra, une des grandes cités du nord mésopotamien à cette époque. Le petit temple qui se trouve au centre de l'enceinte mesure 13,7 × 10,5 mètres, et ses murs sont encore bien conservés. L'intérieur, reflétant une évolution des traditions babyloniennes, est divisé en deux parties par deux courts murs latéraux, un petit vestibule et une cella de plan carré, cette dernière comprenant une niche dans l'axe de l'entrée. Des objets antérieurs à la période parthe, dont des sceaux-cylindres du Dynastique archaïque, ont été entreposés dans le sanctuaire. Le décor extérieur du temple, d'inspiration gréco-romaine, est constitué de plusieurs moitiés ou trois-quarts de colonnes séparées par des arcades aveugles. Devant l'édifice, six bases de colonnes alignées subsistent, rappelant les dispositifs des temples pseudoptériptéraux gréco-romains. Des chapiteaux de type ionique qui devaient appartenir aux colonnes surmontant ces bases ont été retrouvés à proximité.
Un autre édifice cultuel de la période parthe a été mis au jour : ses ruines sont de forme absidiale, et il a été interprété comme un mithraeum par Lenzen, mais il pourrait s'agir d'une église d'une des premières communautés chrétiennes ou gnostiques de Mésopotamie du Sud. La ville d'Uruk connaît en tout cas un déclin marqué durant la période tardive de la domination parthe, et finit par être abandonnée sous les premiers rois Sassanides (après 224 de notre ère), les dernières traces d'occupations datables étant des pièces au nom d'Ardashir, premier roi sassanide. La région d'Uruk semble alors progressivement devenir de plus en plus marécageuse, et ses agglomérations principales sont des sites nouveaux.